# Costume naționale poloneze
Costumele naționale poloneze (în poloneză stroje ludowe) variază în funcție de regiune. Ele nu sunt purtate în viața de zi cu zi, dar la festivaluri folclorice, nunți, sărbători religioase, festivaluri de recoltare, și alte ocazii speciale. Costumele pot reflecta regiunea și uneori starea socială sau maritală.
Locuitorii din Polonia trăiesc în următoarele regiuni istorice ale țării:  Wielkopolska,  Małopolska, Mazovia, Pomerania, Warmia, Mazuria, Podlahia, Cuiavia și Silezia.

## Polonia Mică / Małopolska
- Regiunea Cracovia: [2] costumele de femei includ o bluză albă, o vestă, care este brodată și mărgele pe fața și pe spate, o fustă cu flori, un șorț, un colier din coral roșu, și cizme dantelate. Femeile și fetele necăsătorite pot purta o coroană de flori cu panglici în timp ce femeile căsătorite poartă o basma albă pe cap. Bărbații poartă o vestă albastră cu broderie și ciucuri, pantaloni cu dungi, o pălărie krakuska ornamentată cu panglici și pene de păun și inele de metal fixate la centură.
- Lachy Sądeckie trăiesc în sudul Poloniei Mici, mai ales în județul Nowy Sącz  și Kotlina Sądecka.

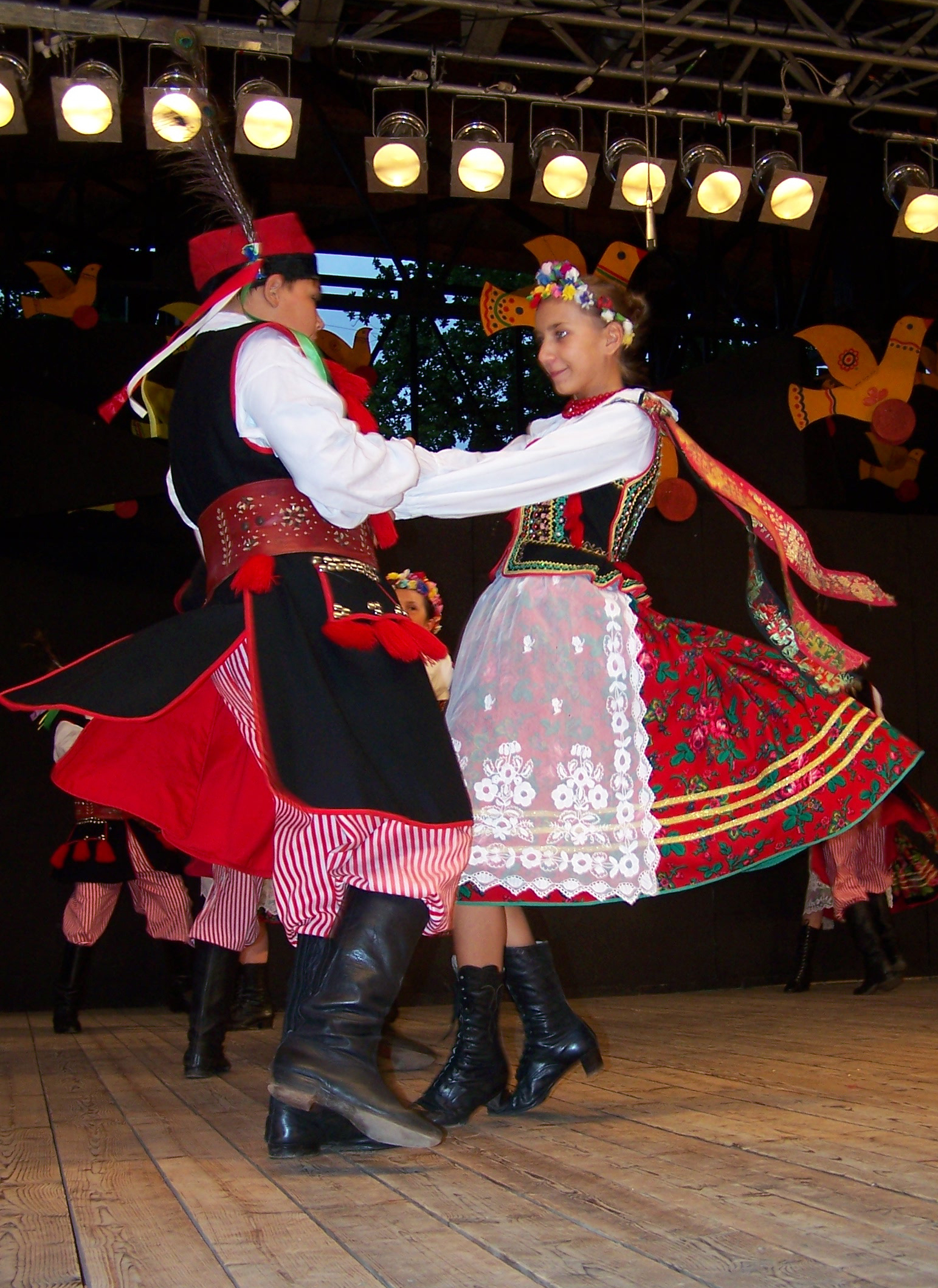
Regiunea Cracovia de vest
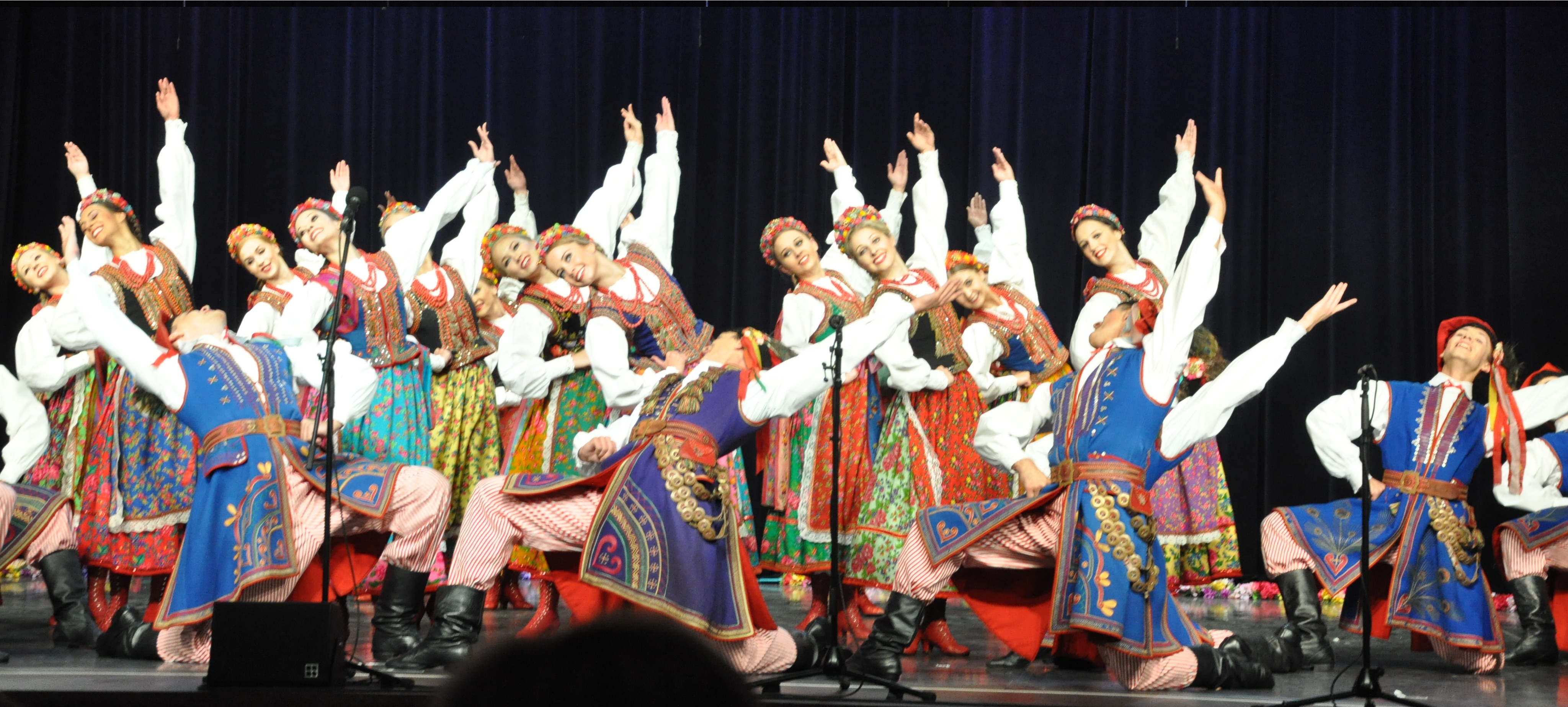
Regiunea Cracovia de est
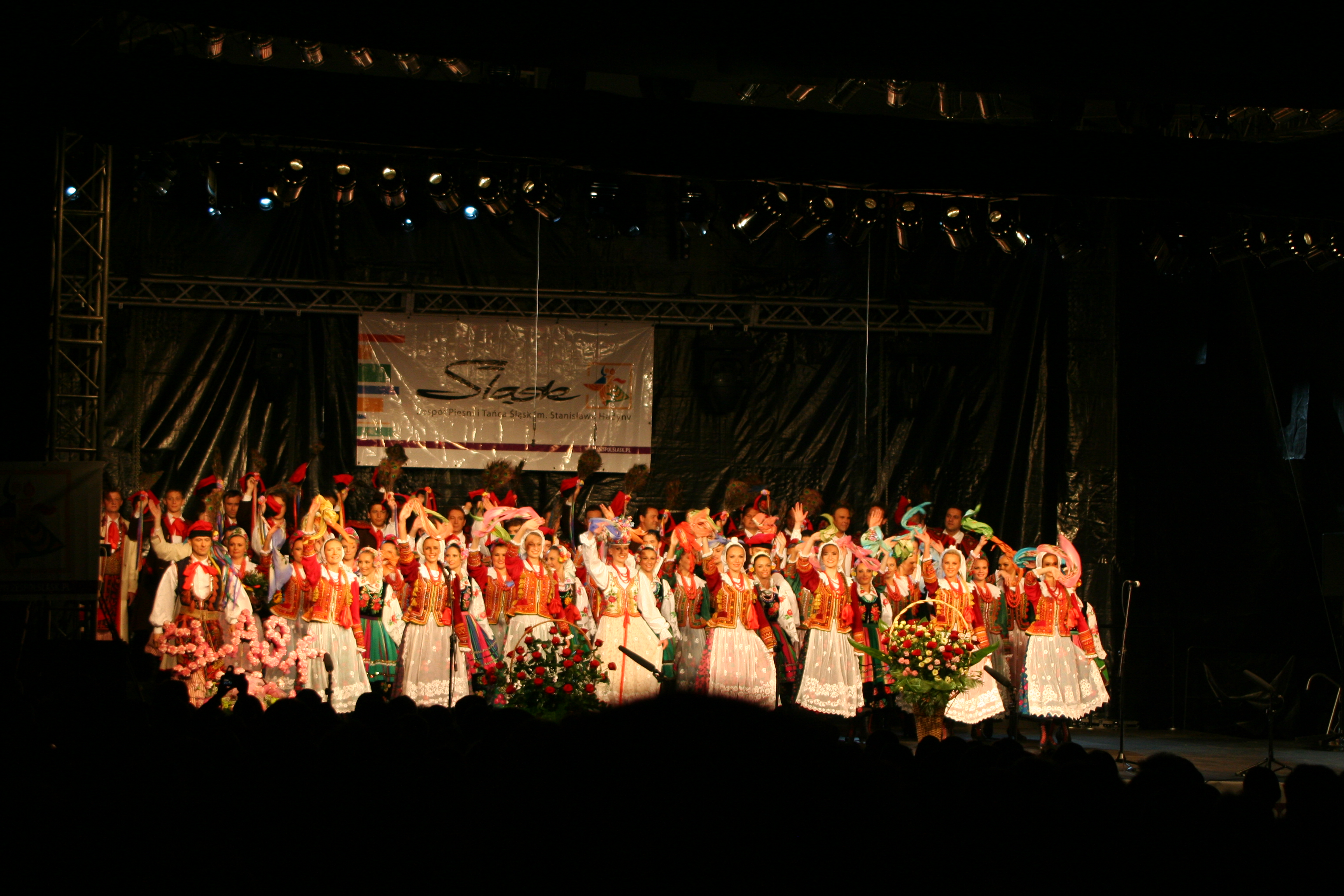
Regiunea Cracovia
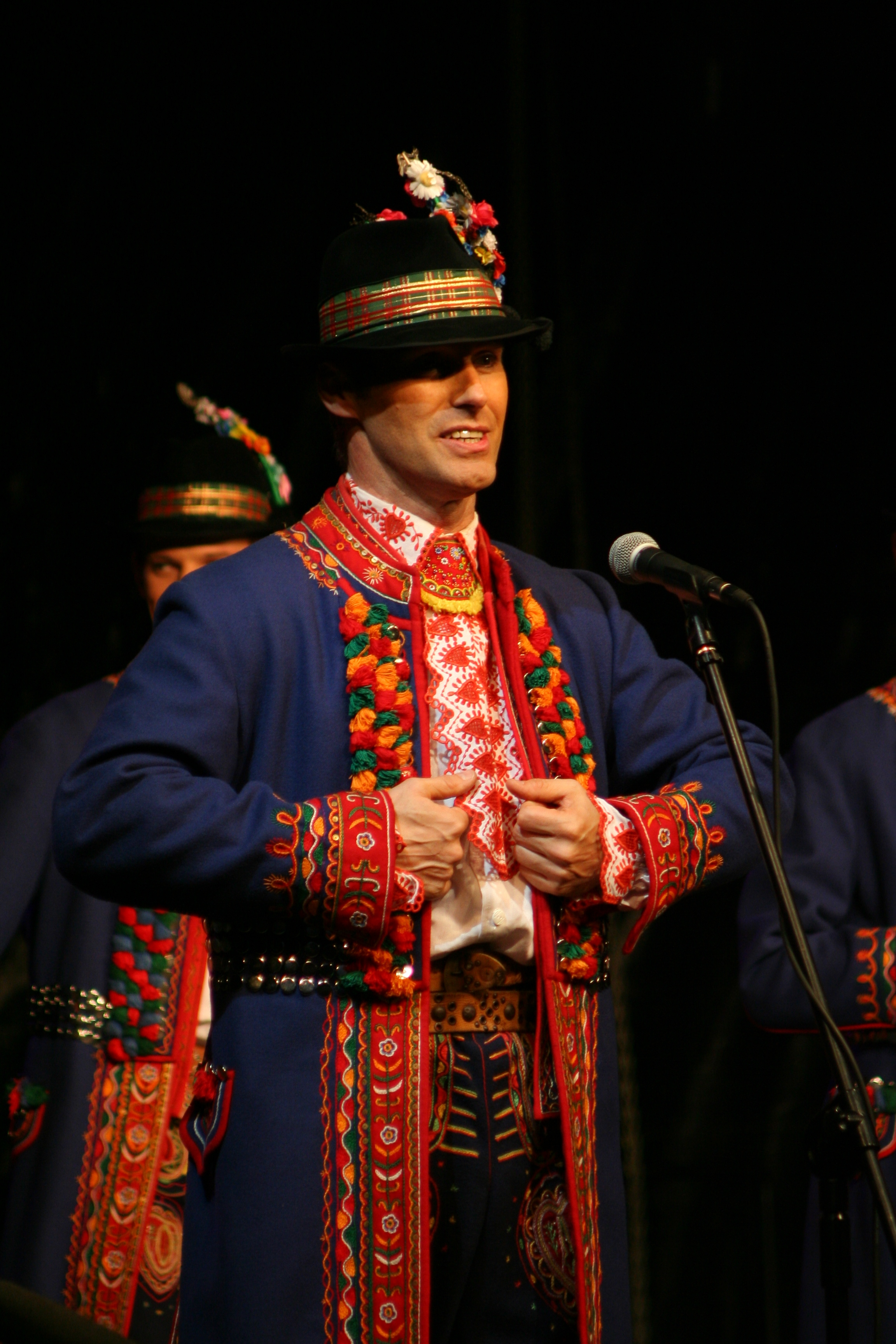
Costume de bărbaţi Lachy Sądeckie
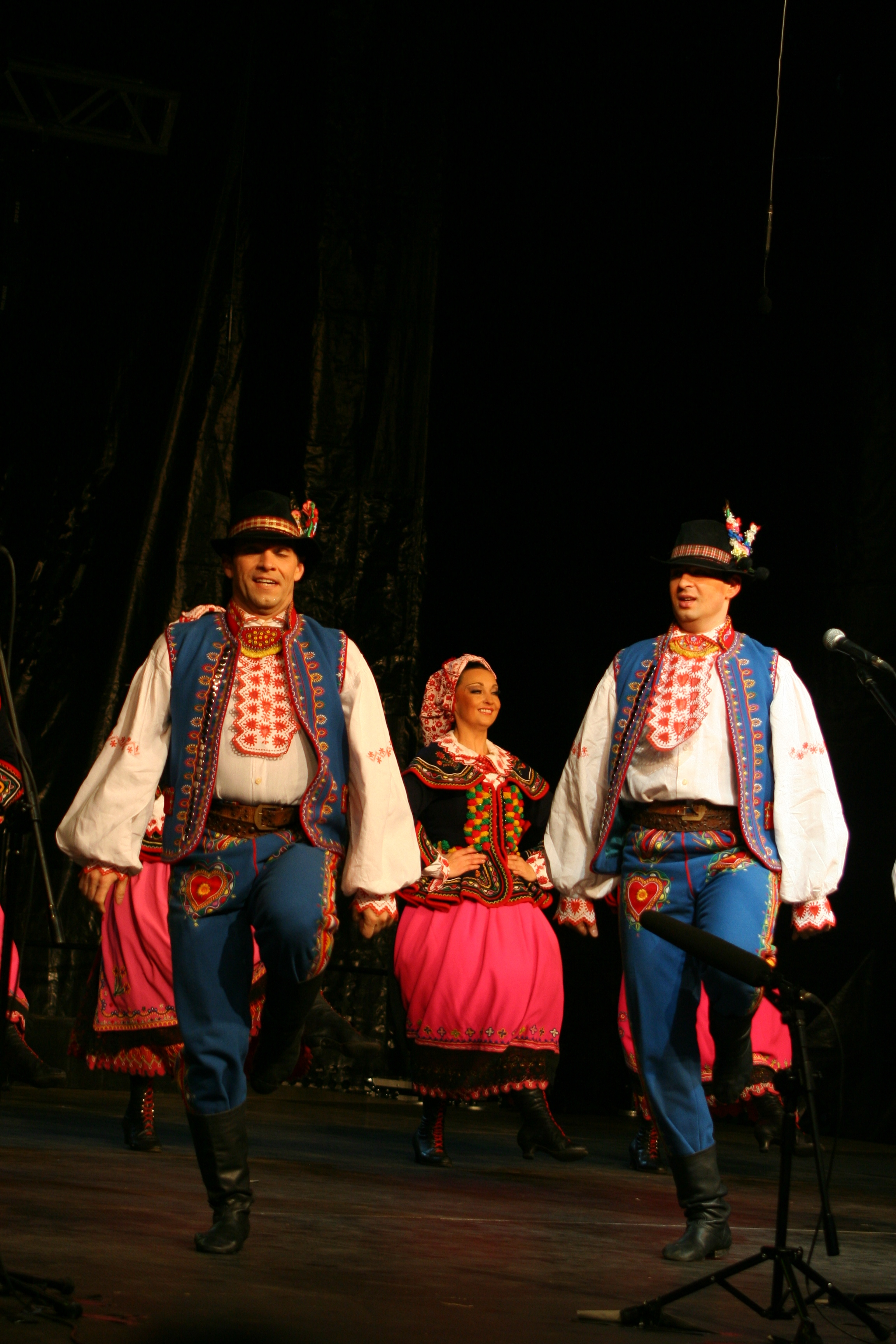
Costume Lachy Sądeckie, incluzând costum de nuntă pentru femei
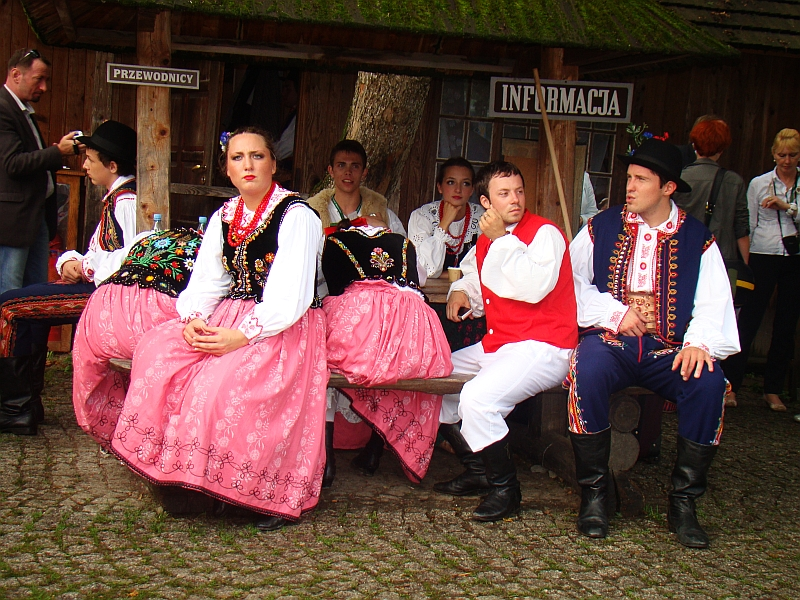
Costume Lachy Sądeckie, incluzând costum pentru femei nemăritate

### Goralii / Górale
Goralii trăiesc în sudul Poloniei de-a lungul Carpați, în Podhale a Munții Tatra și părți ale Beskide. Costumele lor variază în funcție de regiune.

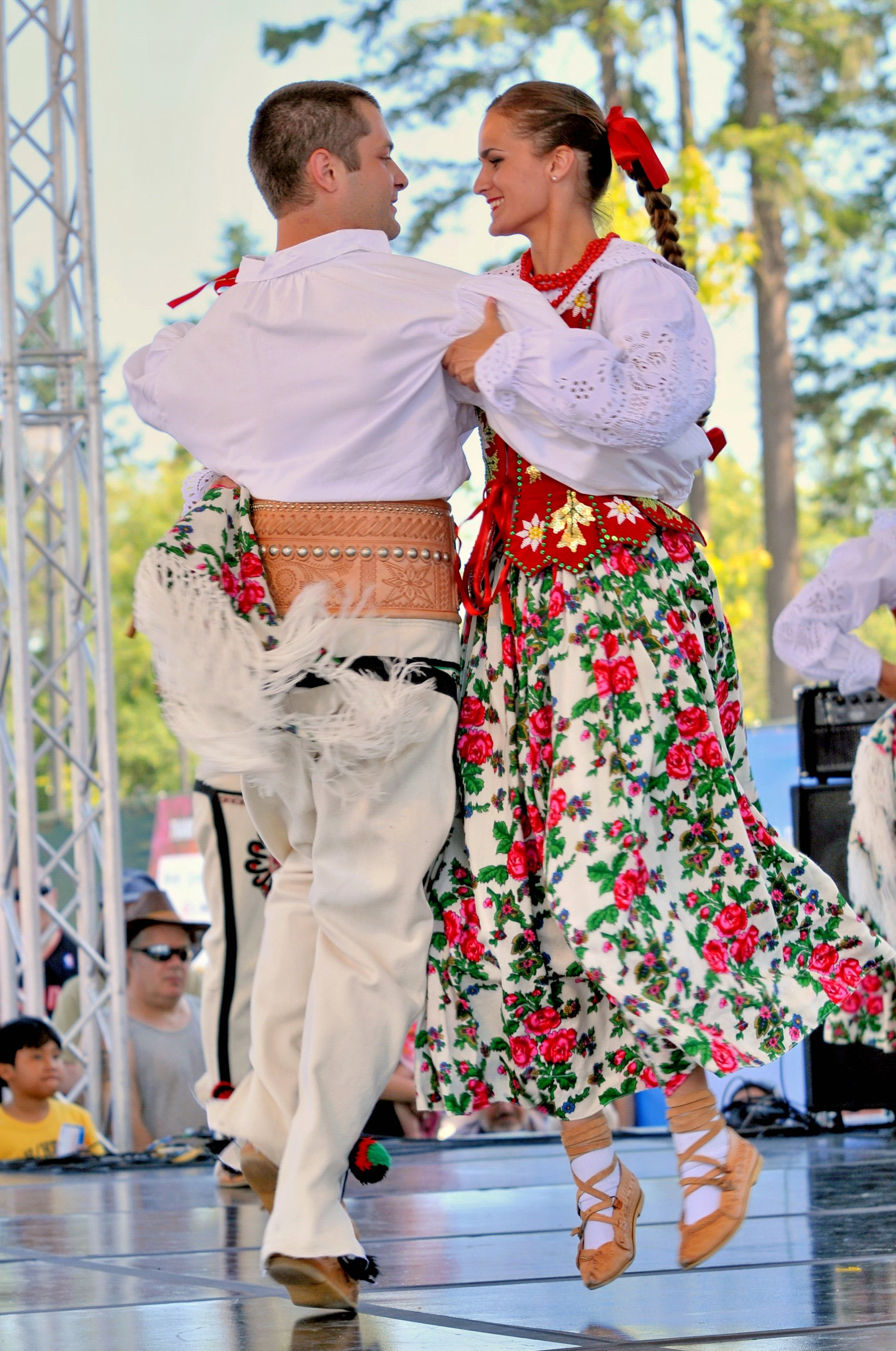
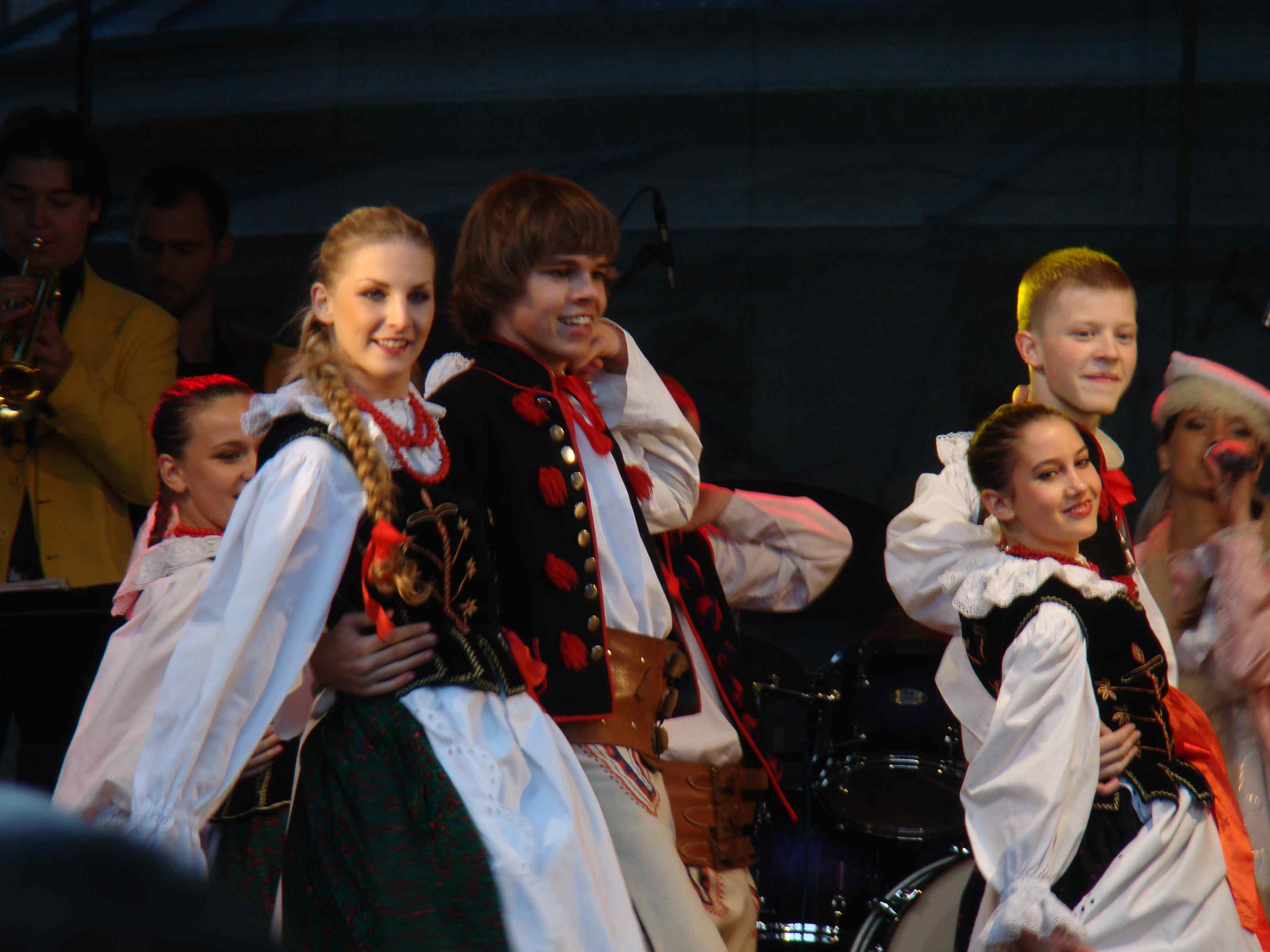
Zywiec
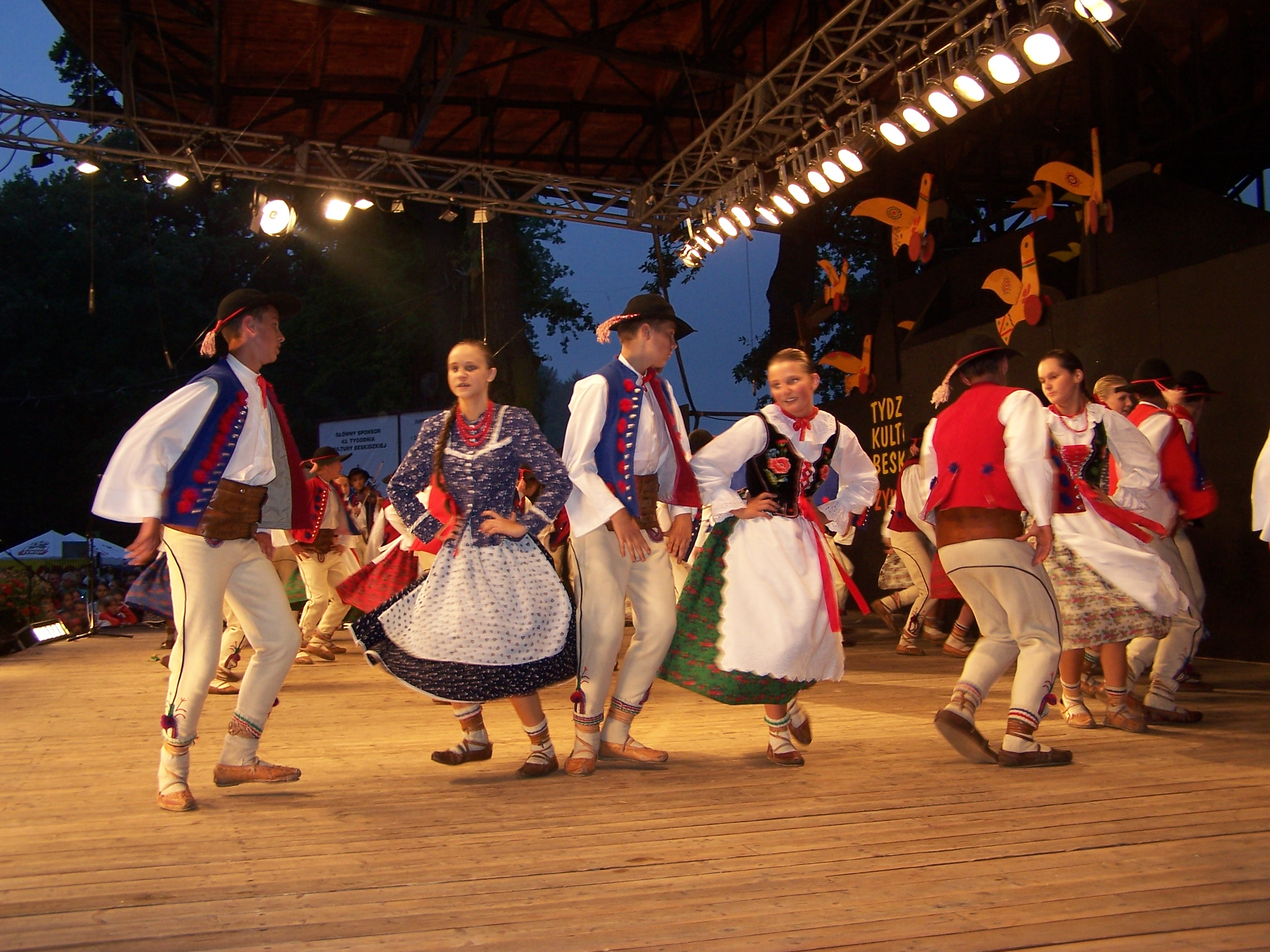
Zywiec
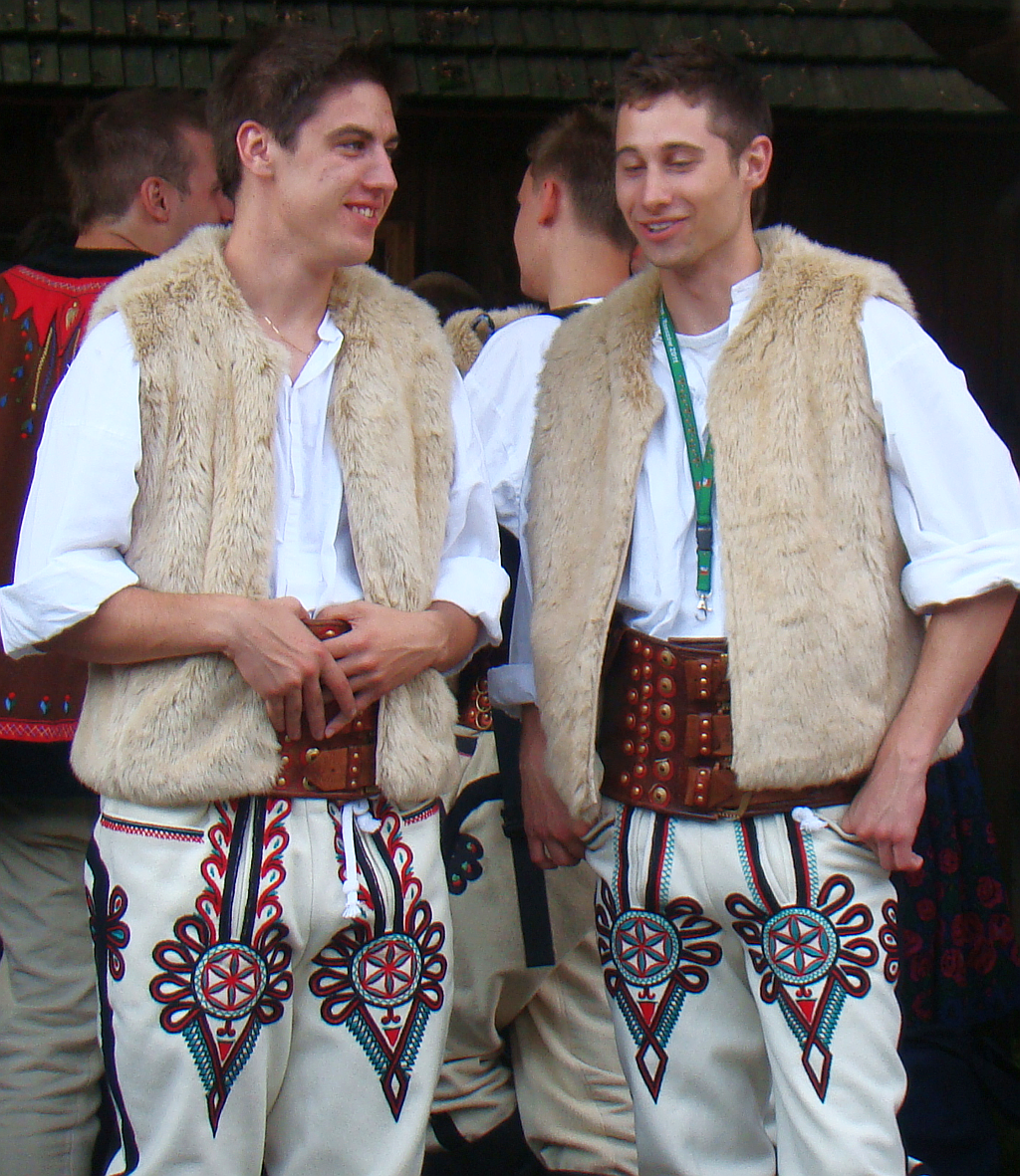
Podhale
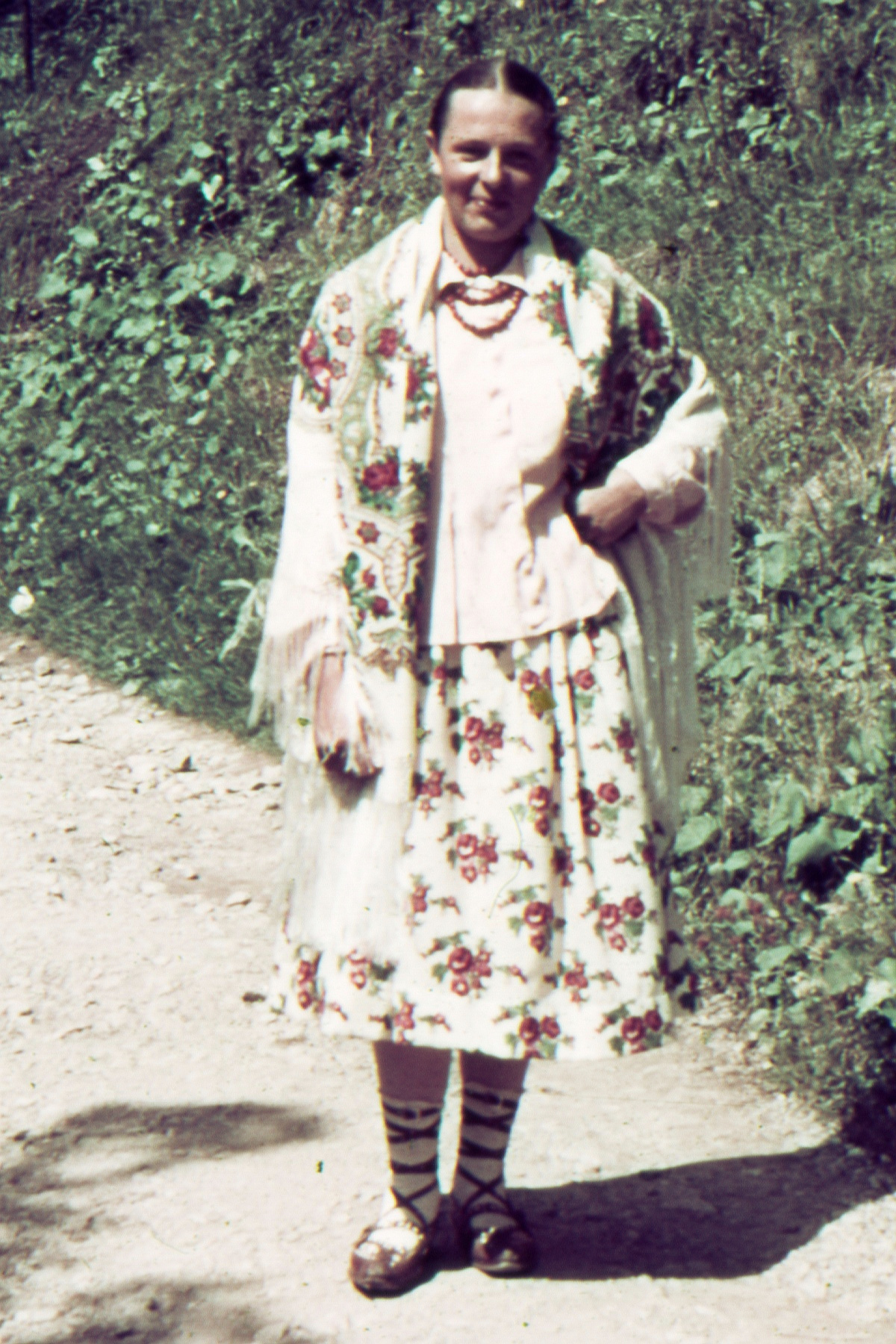
Zakopane (1938)
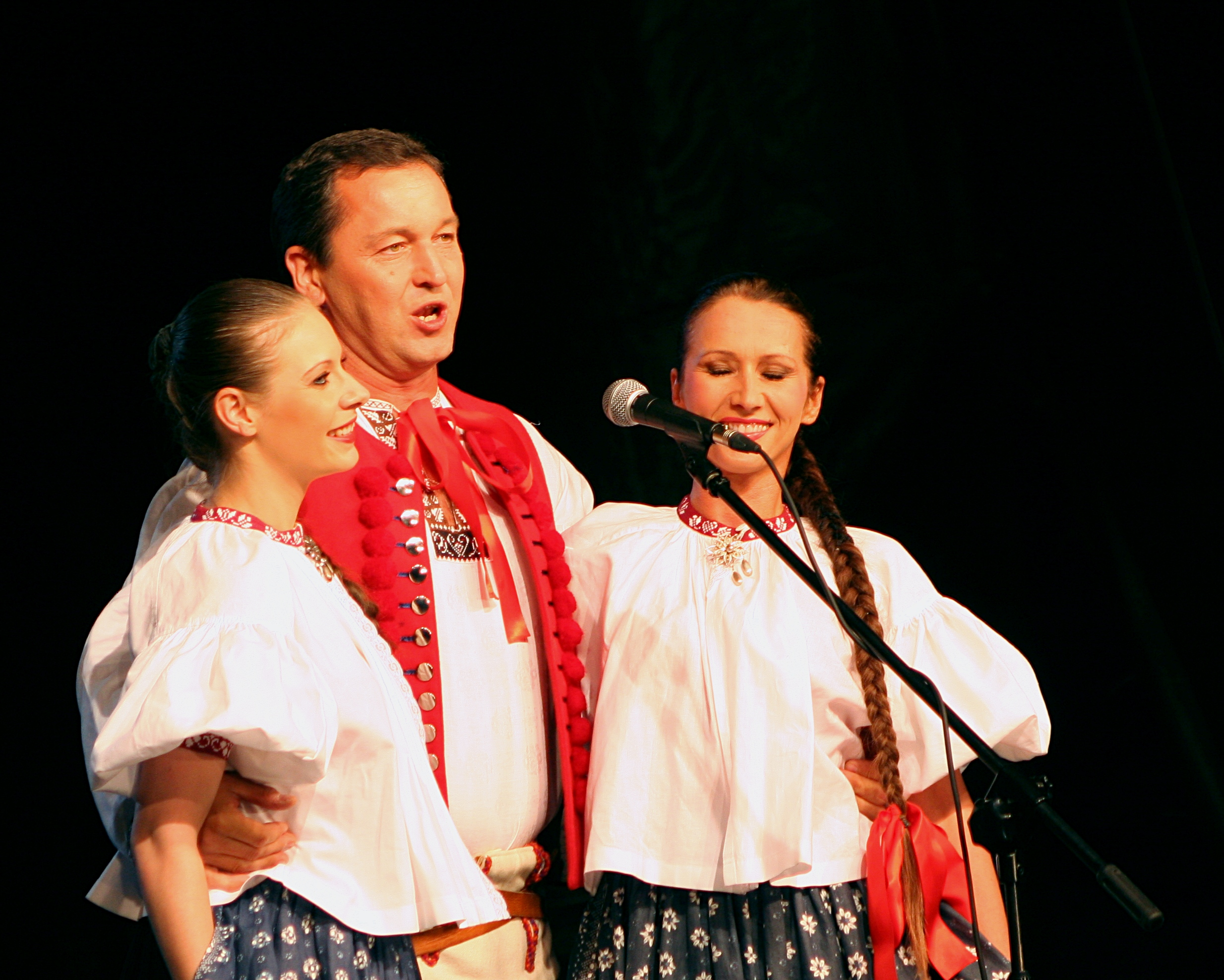
Gorali din Cieszyn Silezia
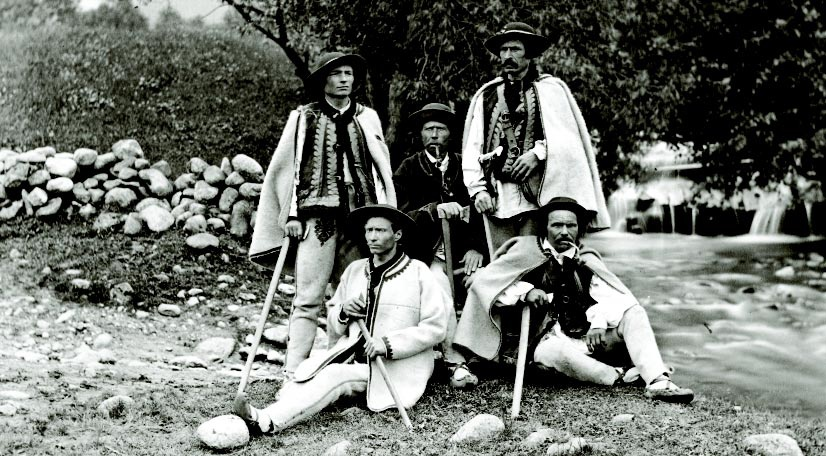
Gorali din Tatra în 1877

### Regiunea Subcarpatică/Podkarpacie
- Rzeszow[3]
- Pogorzani
- Lasowiacy

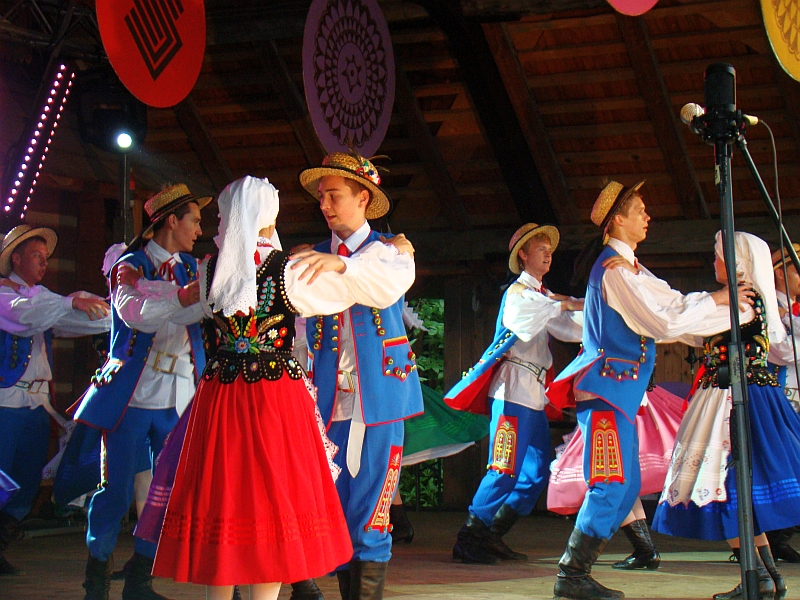
Pogórzani
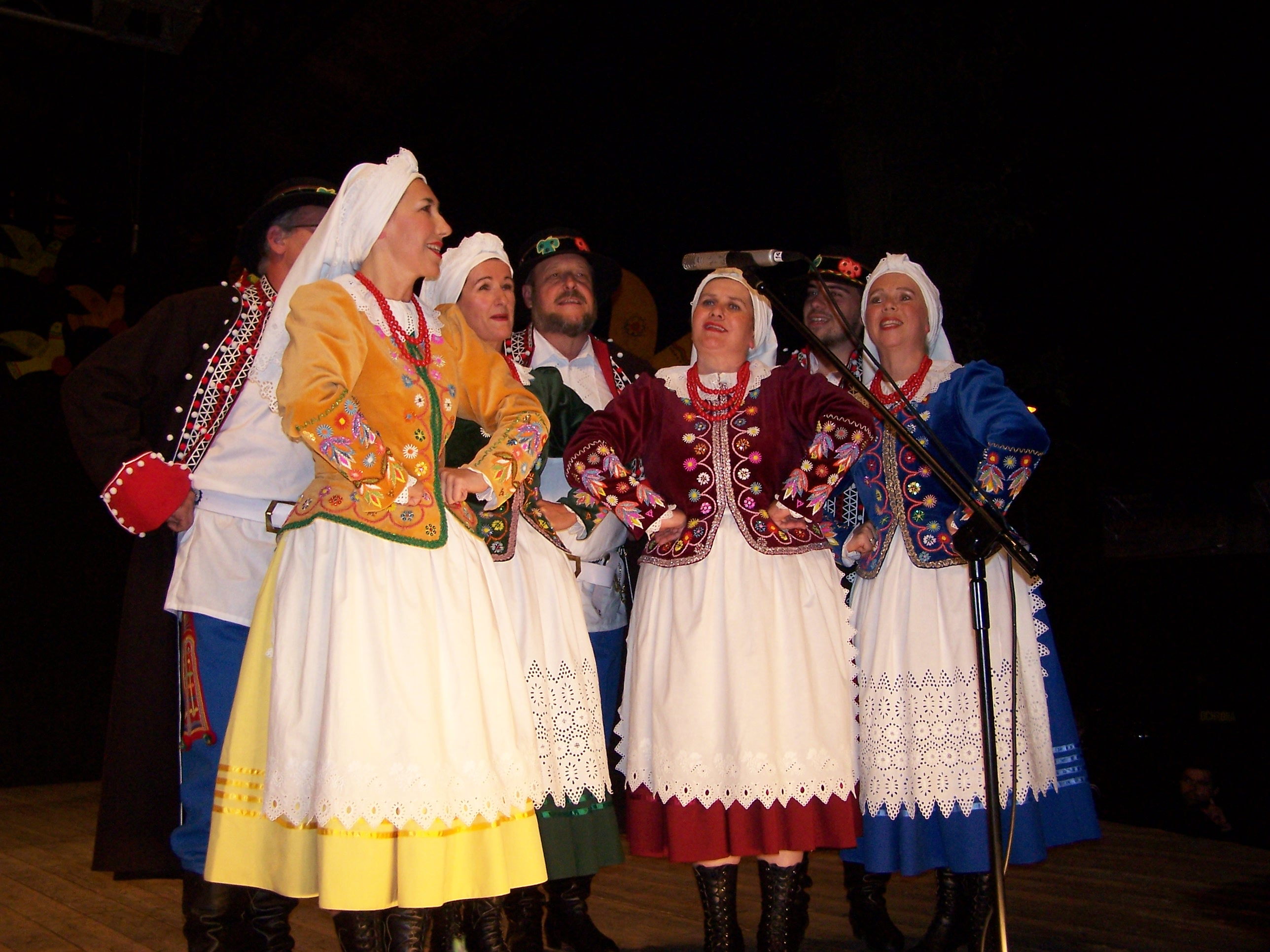
Pogórzani
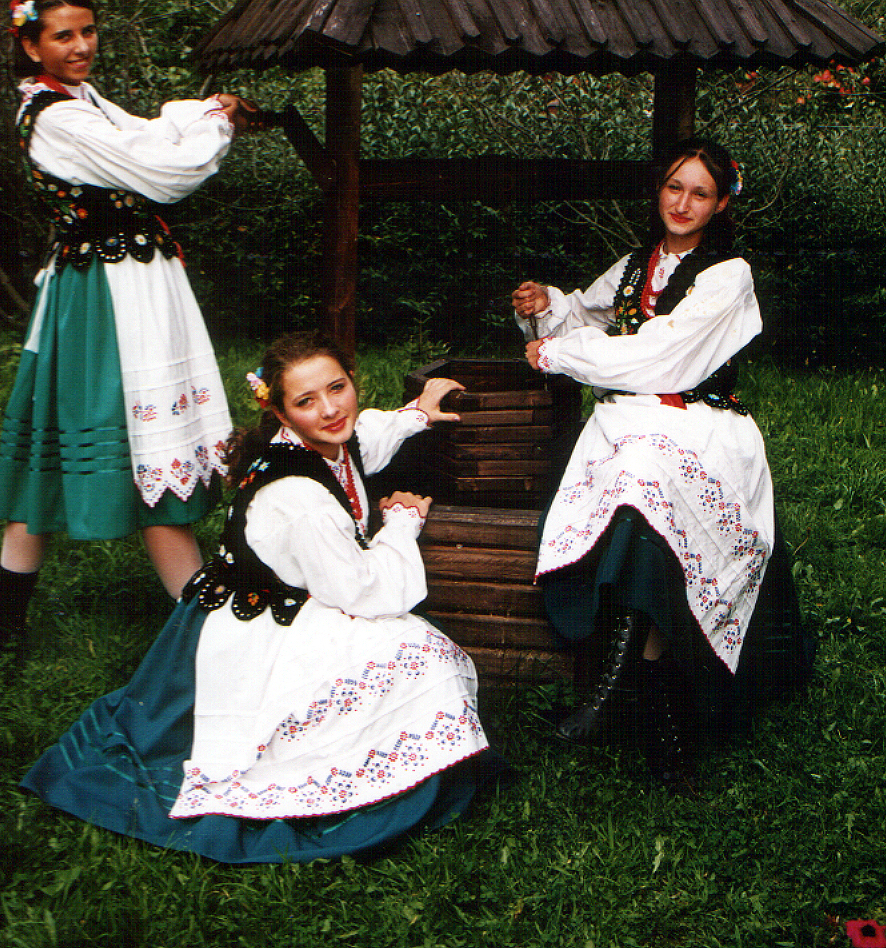
Rzeszowiacy
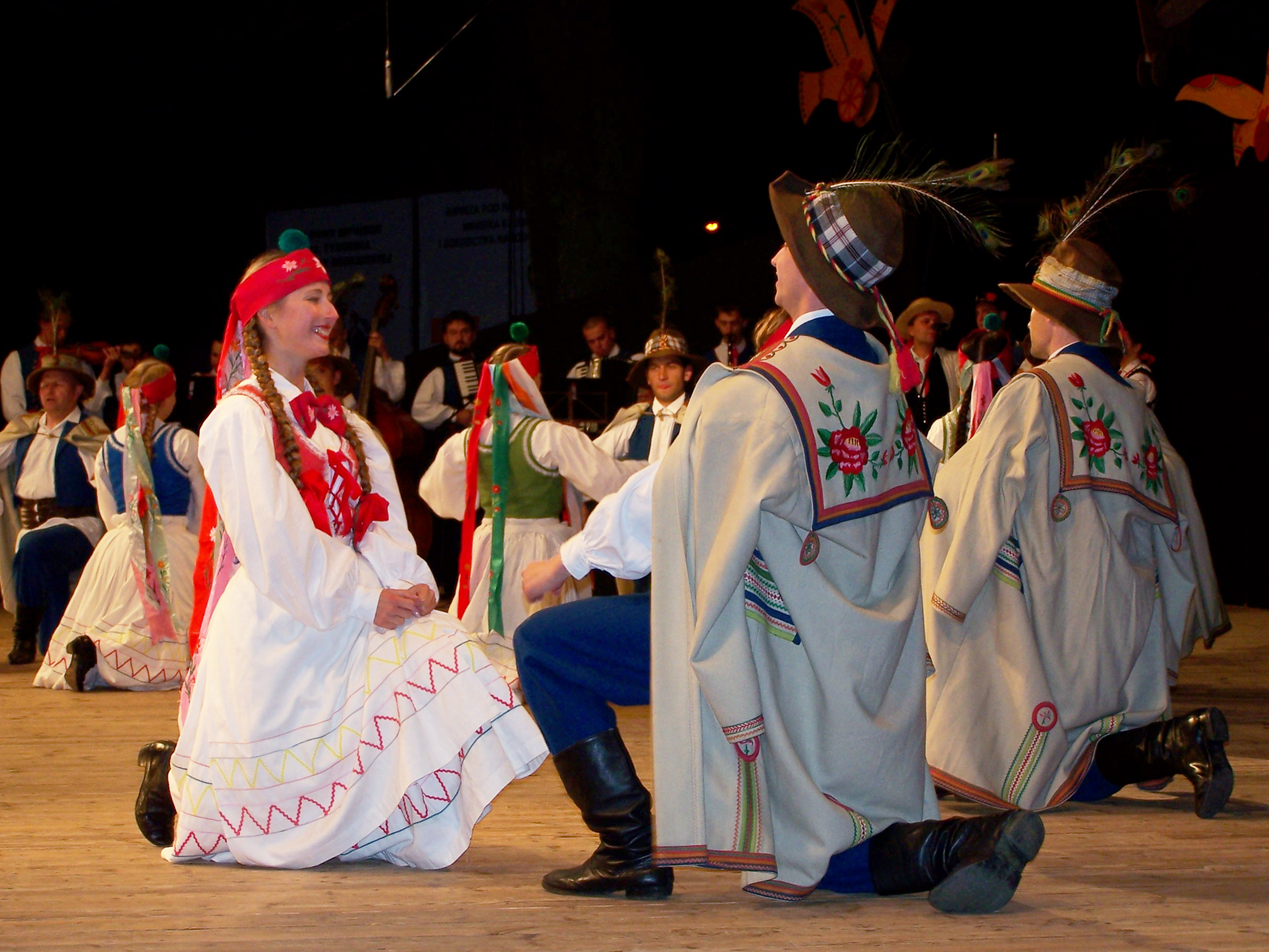
Pogórzanie
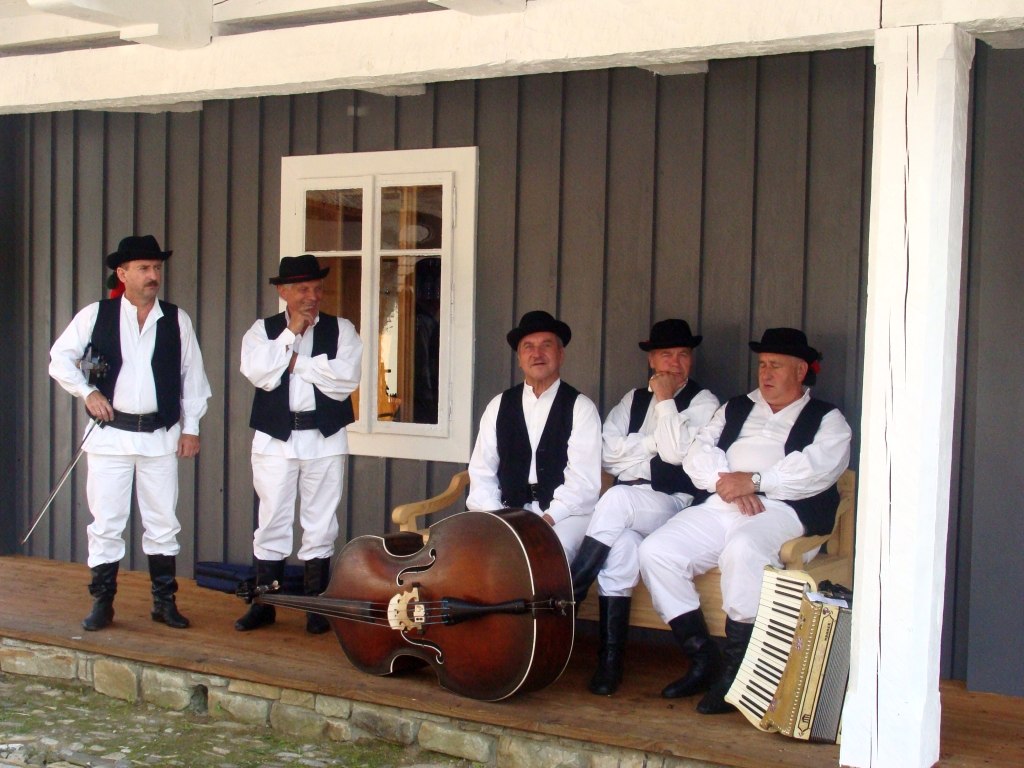
Sanok (Kamraty)
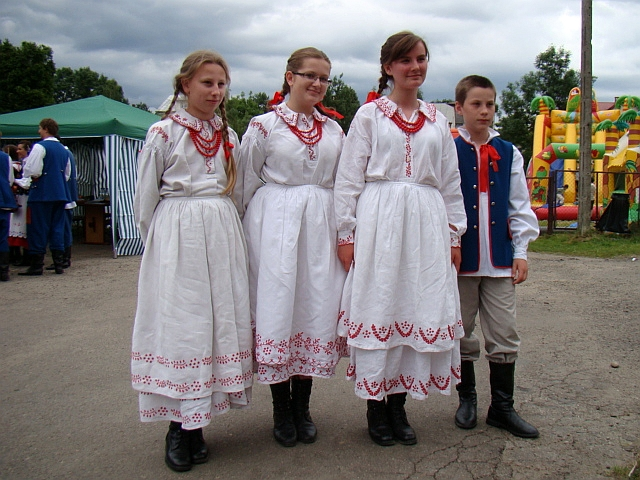
Lasowiacy (Mazurians)
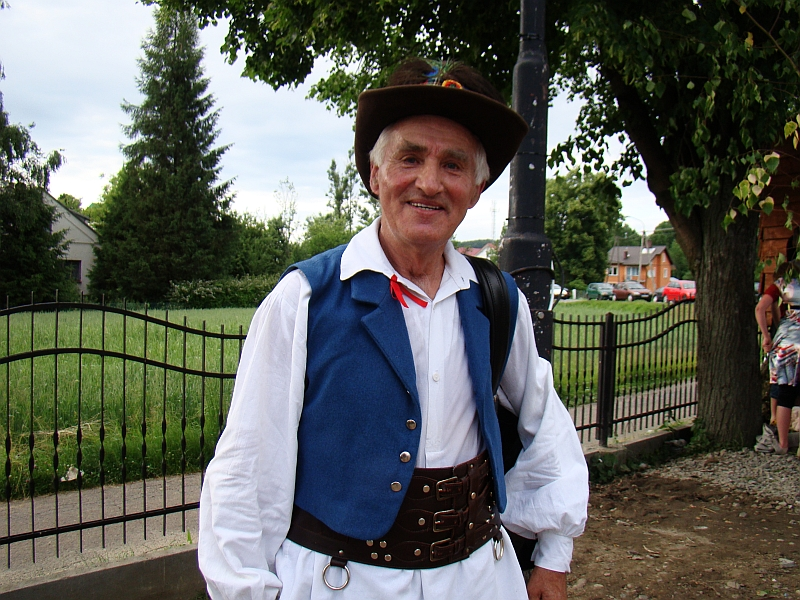
Rymanów (Pogórzanie)
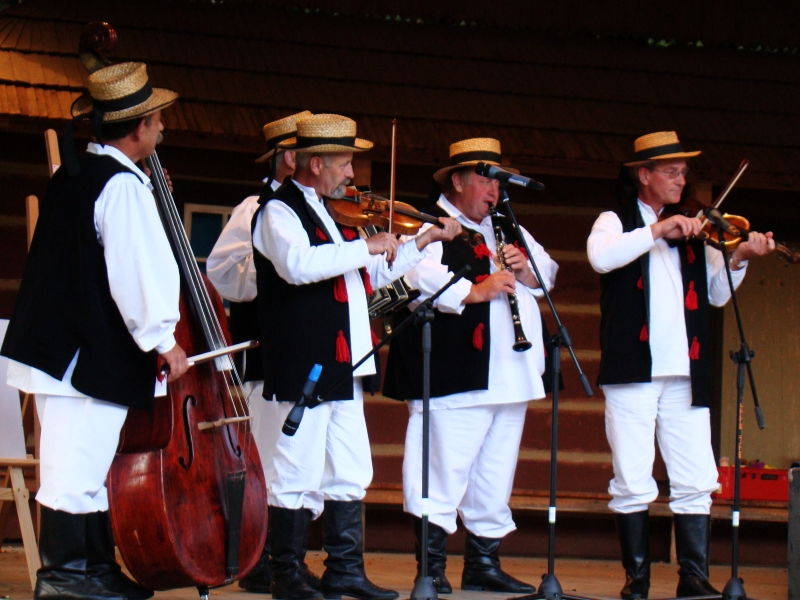
Liszna (Sanok)
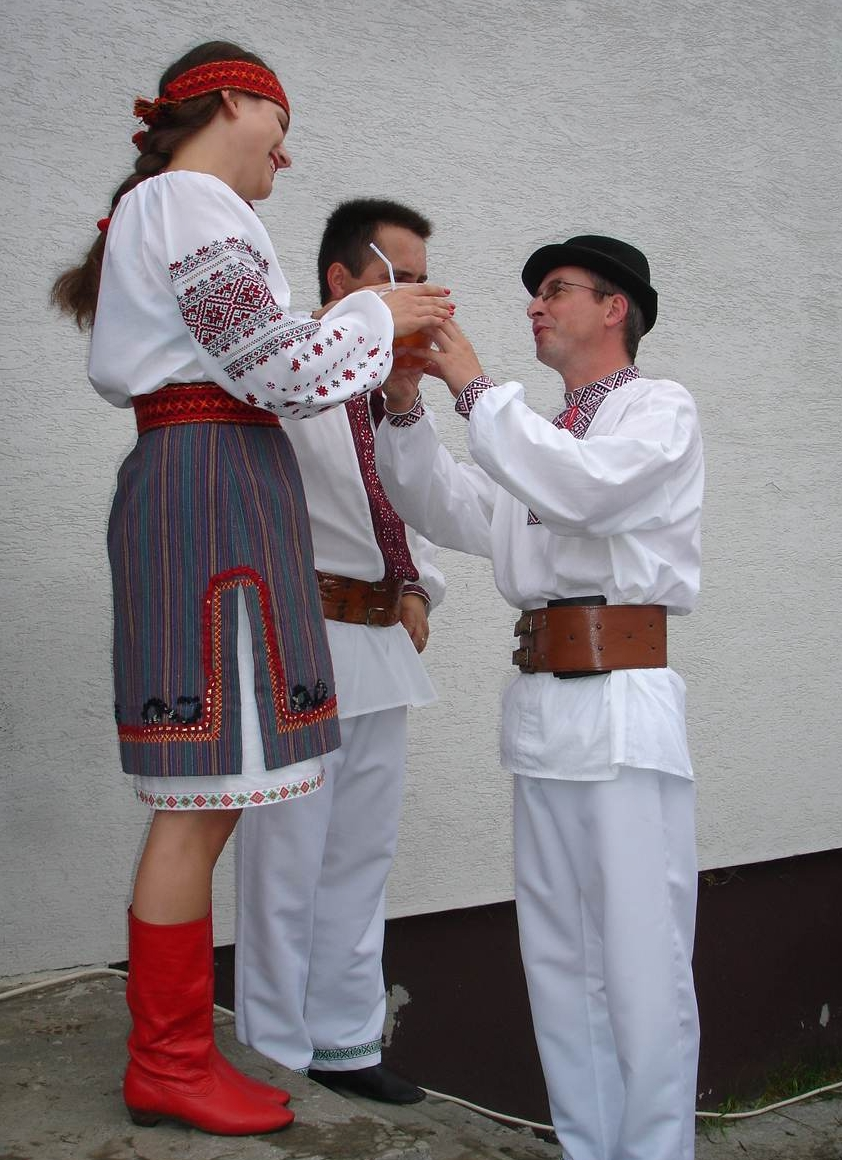
Lemkos din Mokre, jud. Sanok
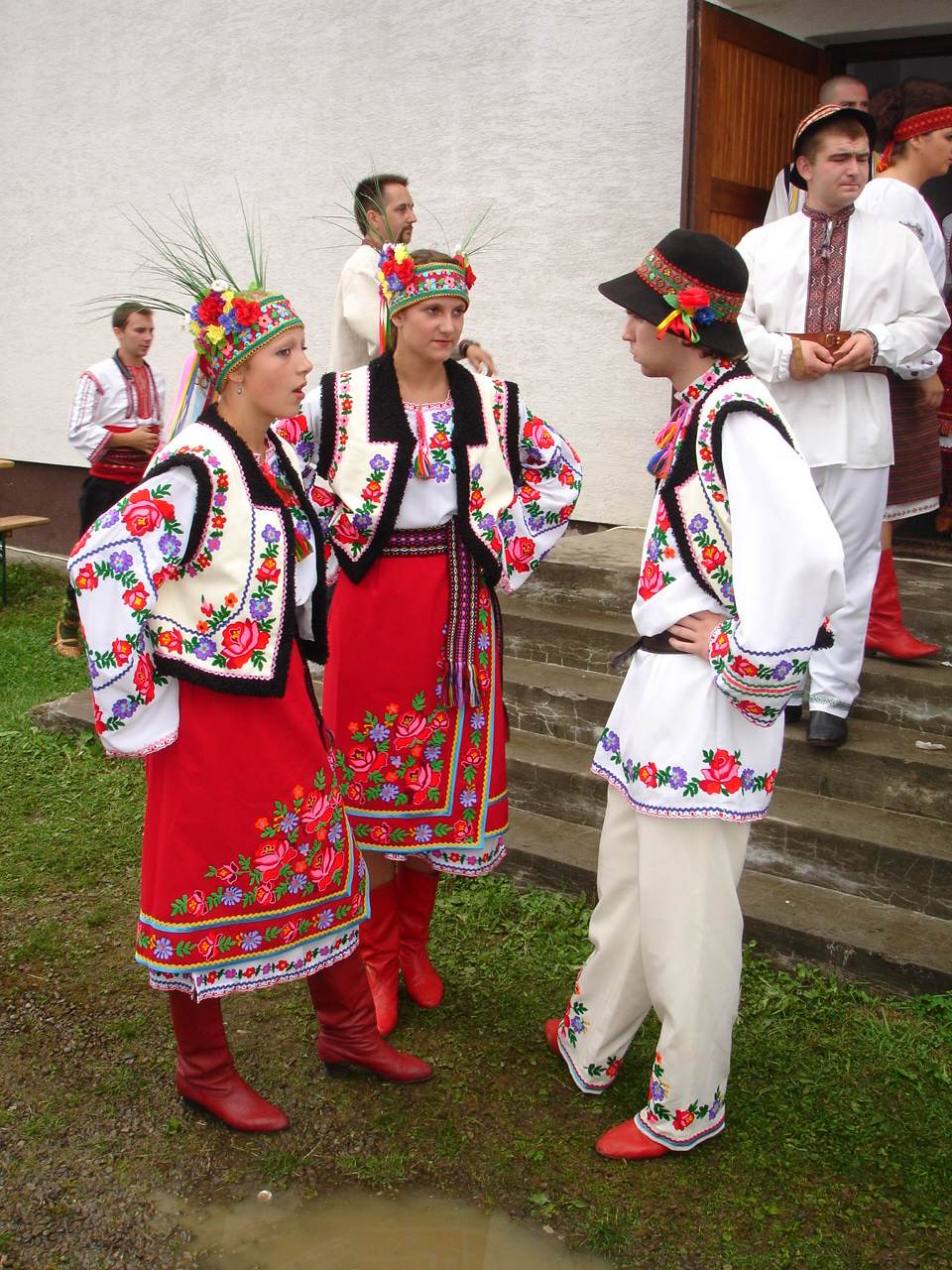
Lemkos din Przemyśl

### Regiunea Lublin
- Regiunea Lublin este reprezentată de costume de folk Krzczonów[4]
- Bilgoraj[5]

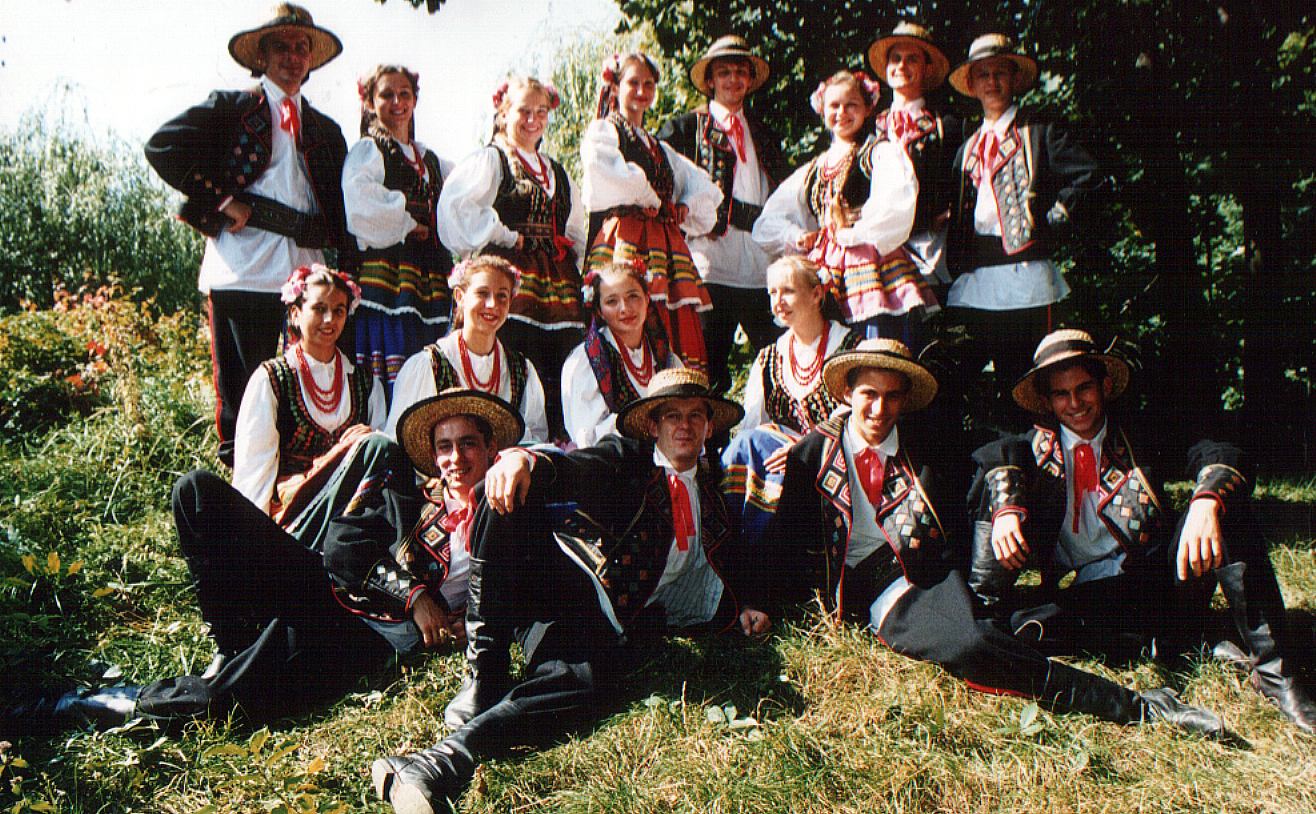
Regiunea Lublin
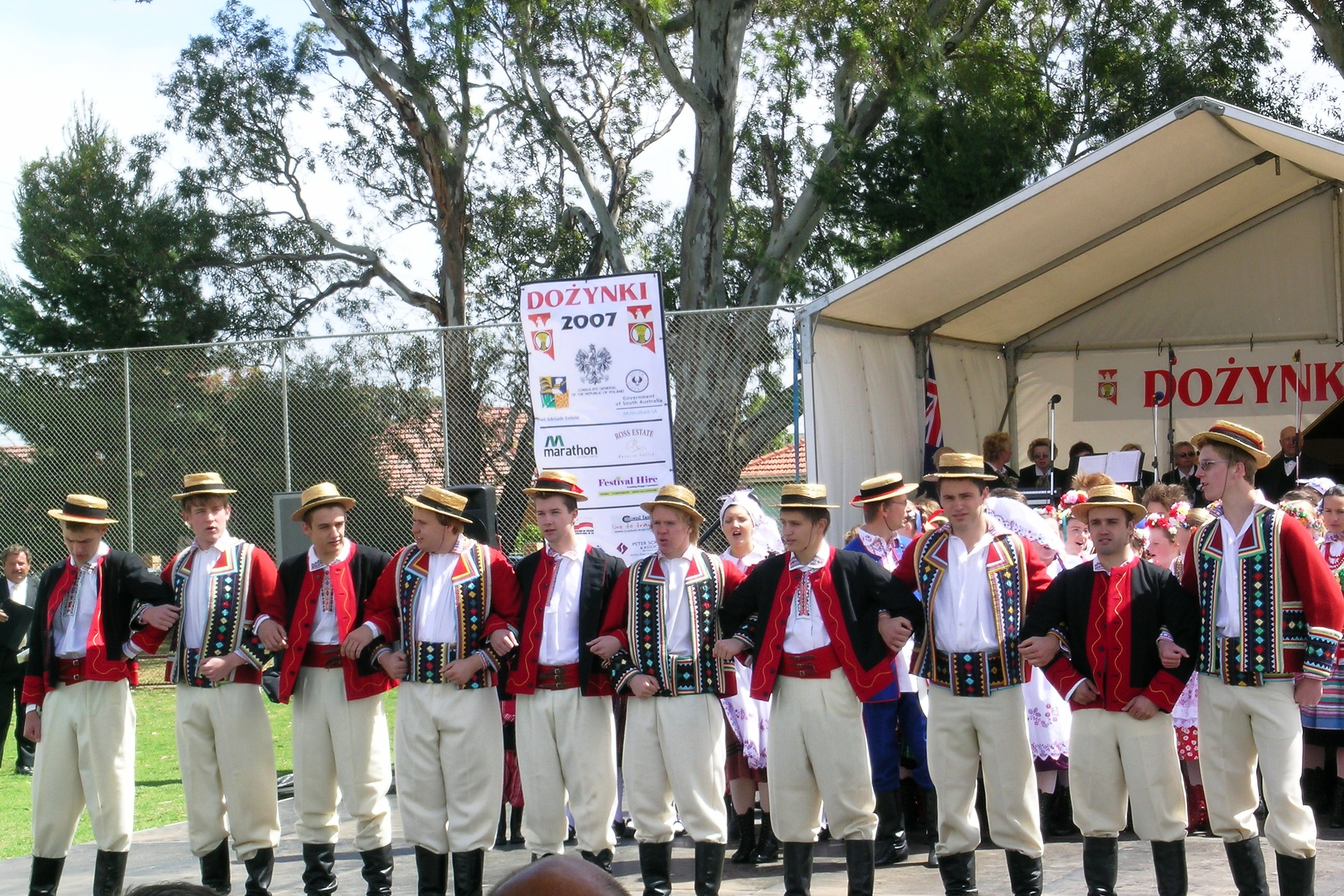
Lublin
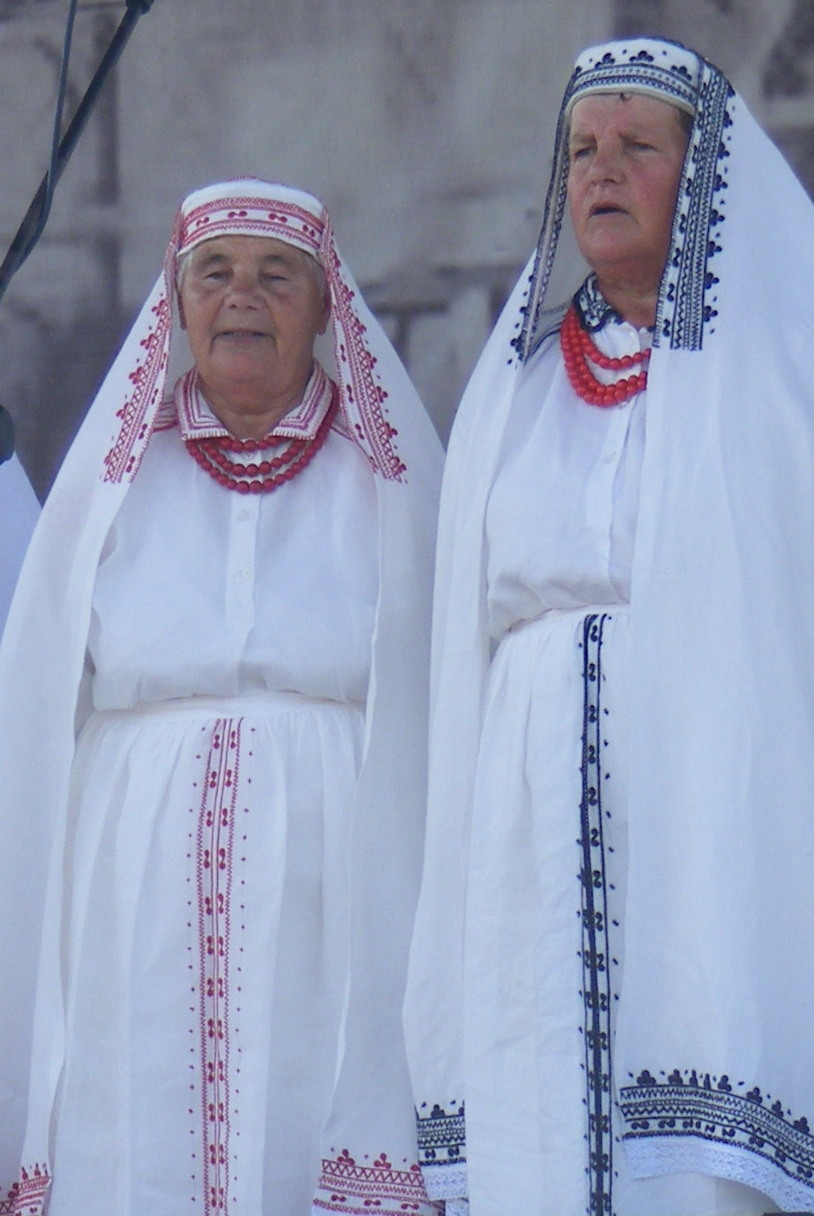
Biłgoraj
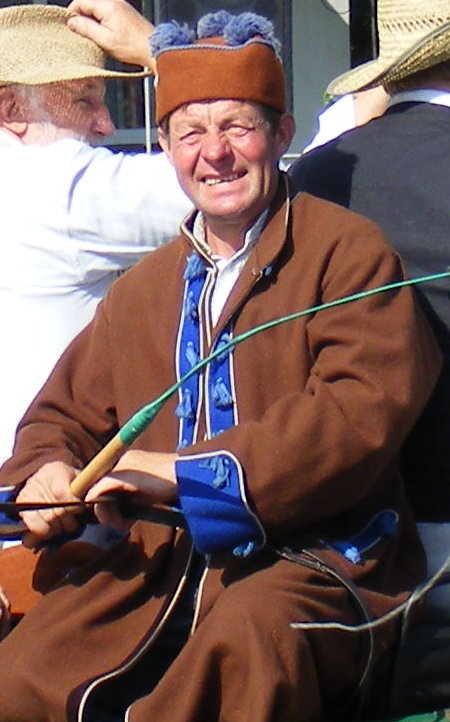
Biłgoraj

## Silezia/Śląsk
- Bytom / Piekary Śląskie în Silezia Superioară[6]
- Cieszyn Silezia,
- Silezia inferioară

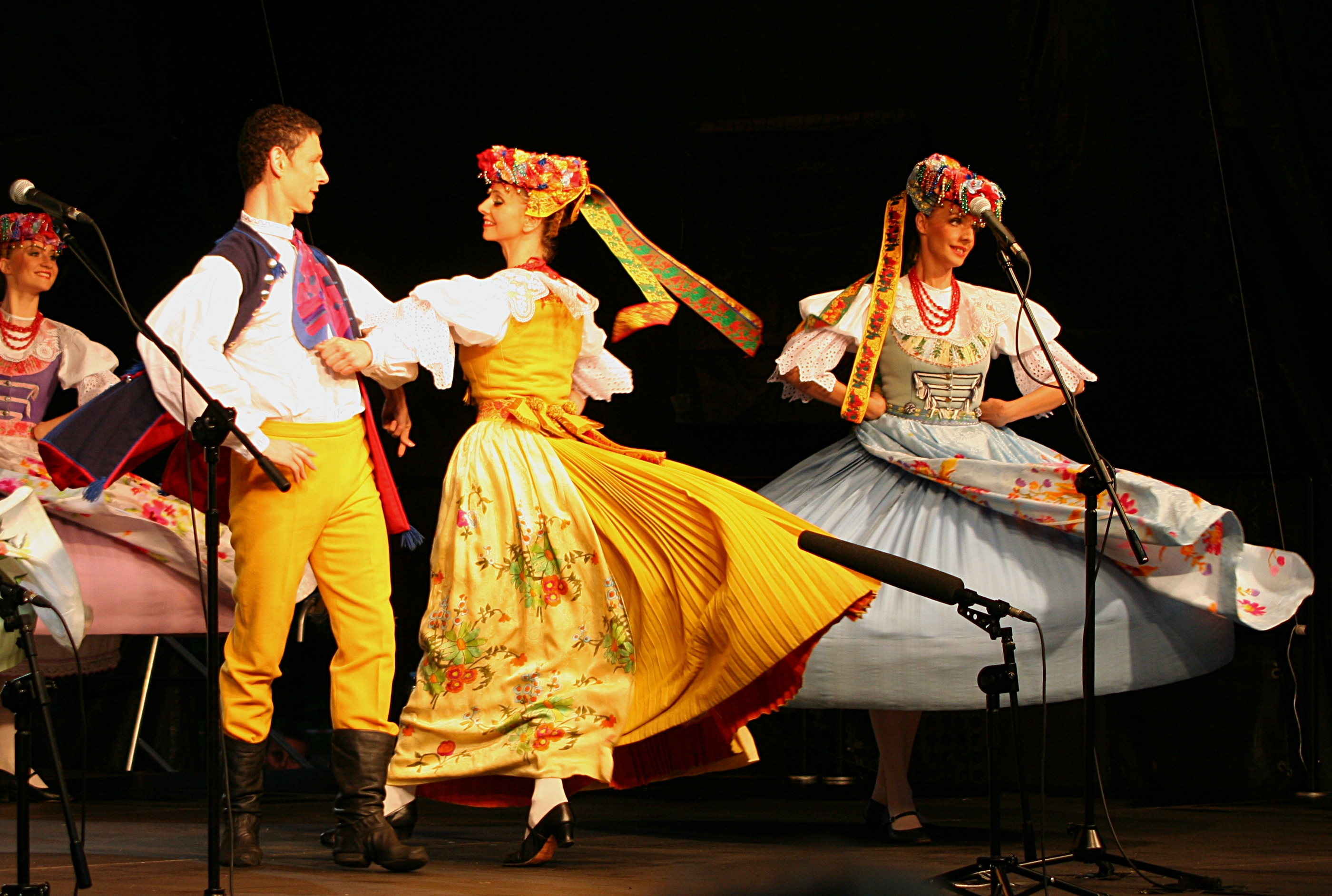
Bytom, Silezia Superioară
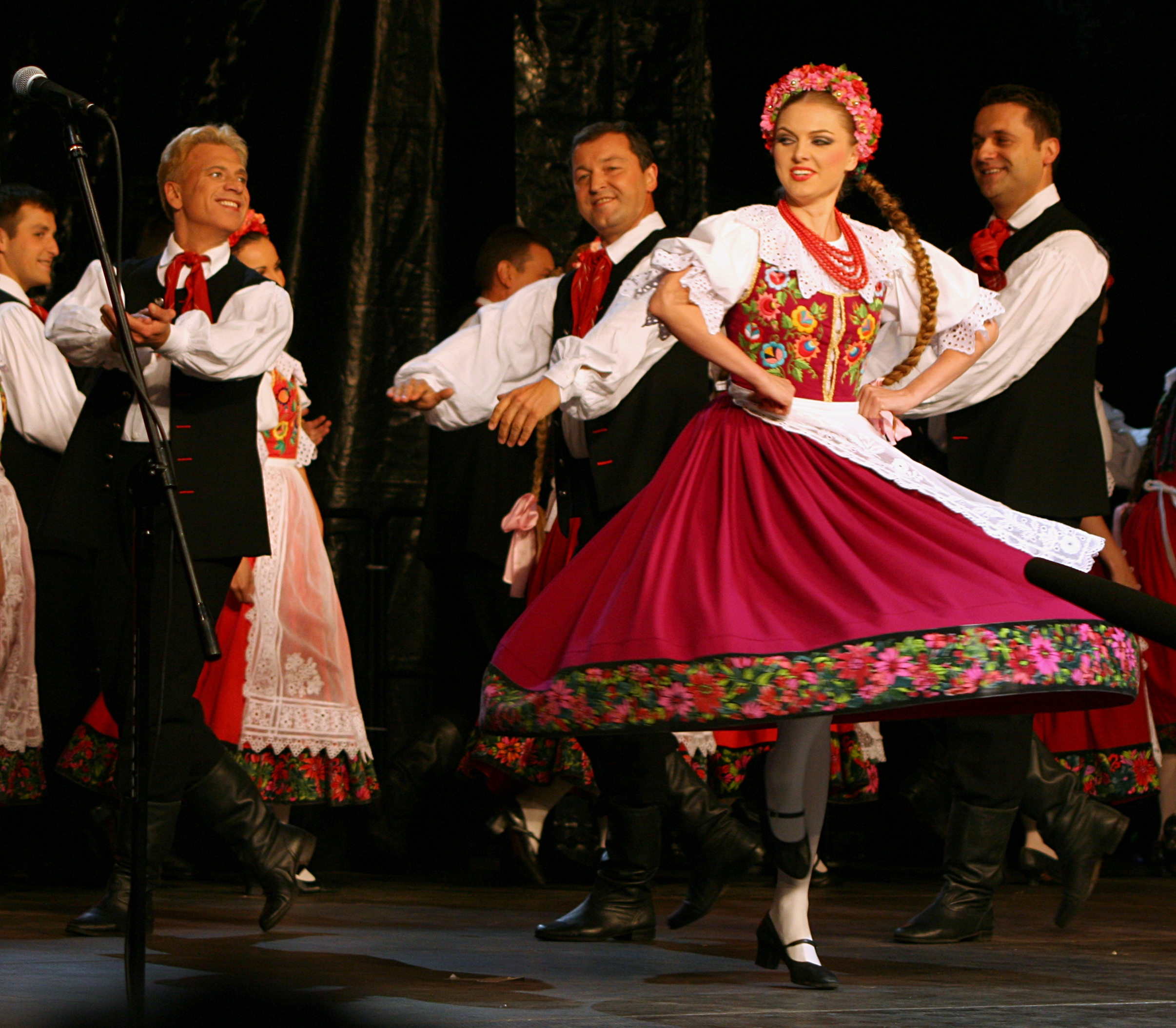
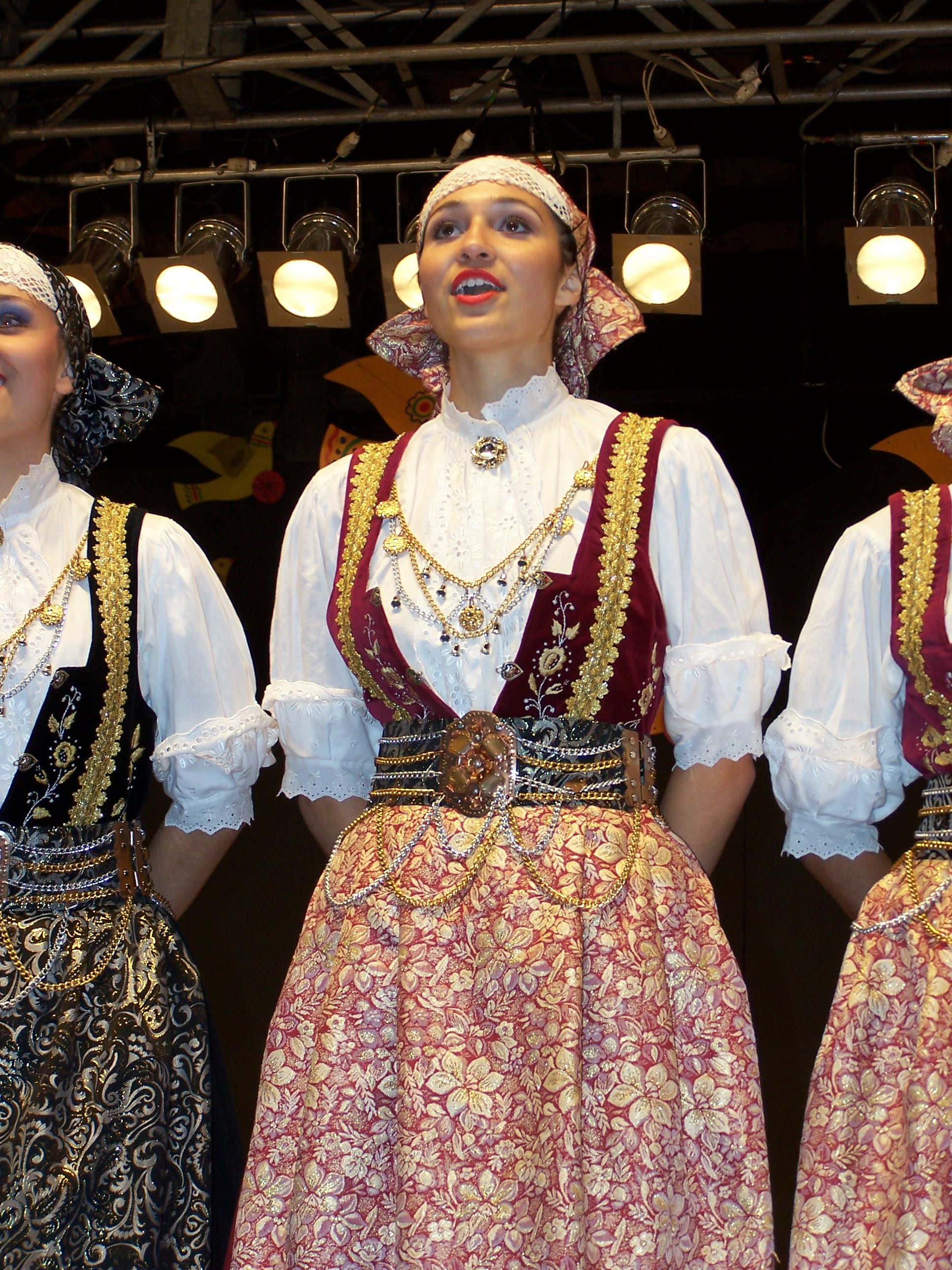
Silezia
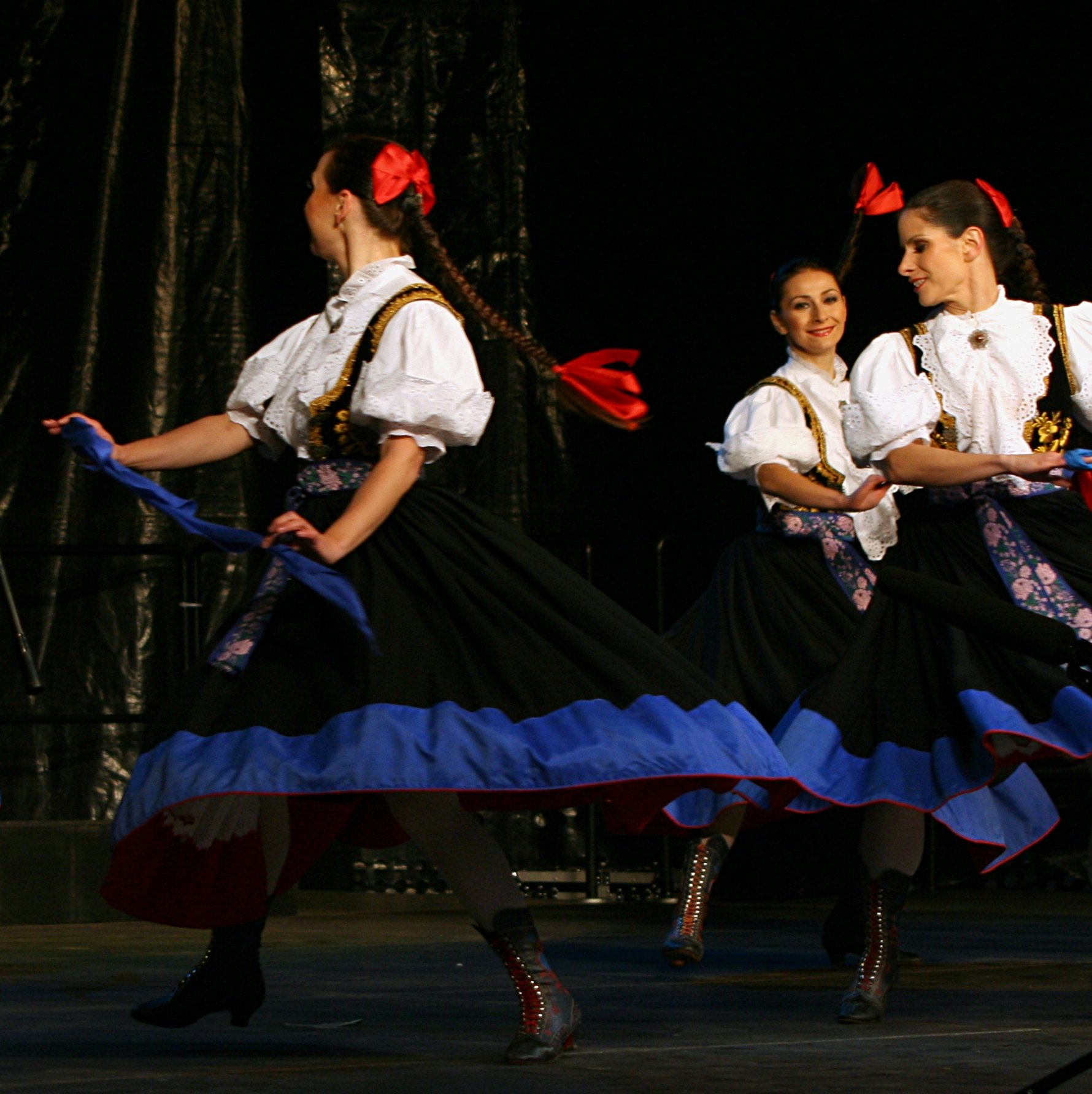
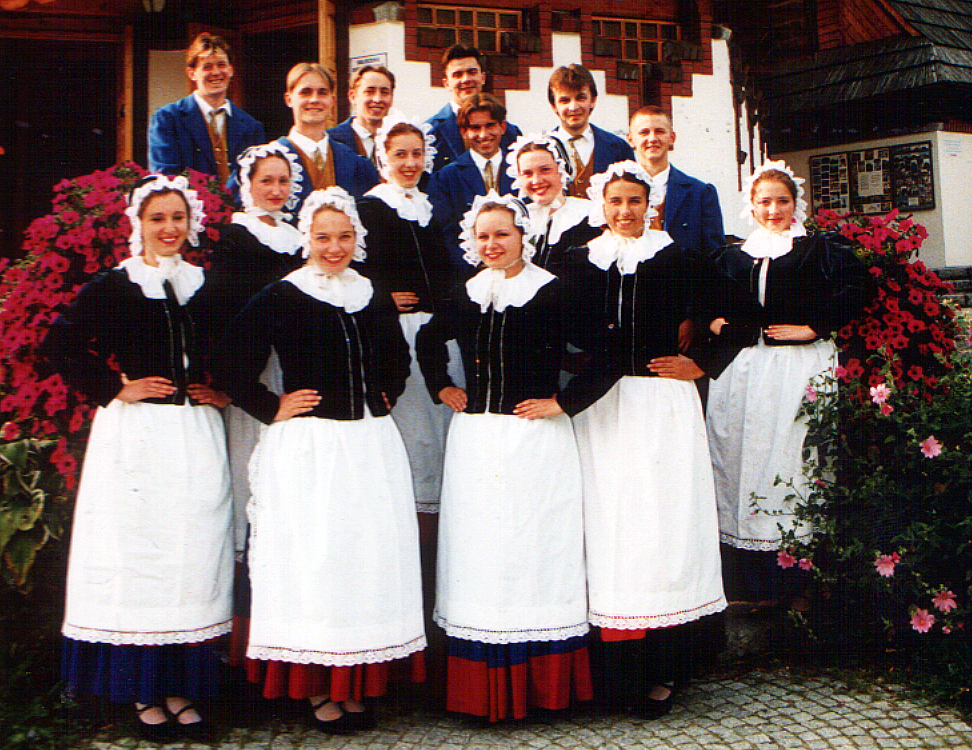
Silezia Inferioară
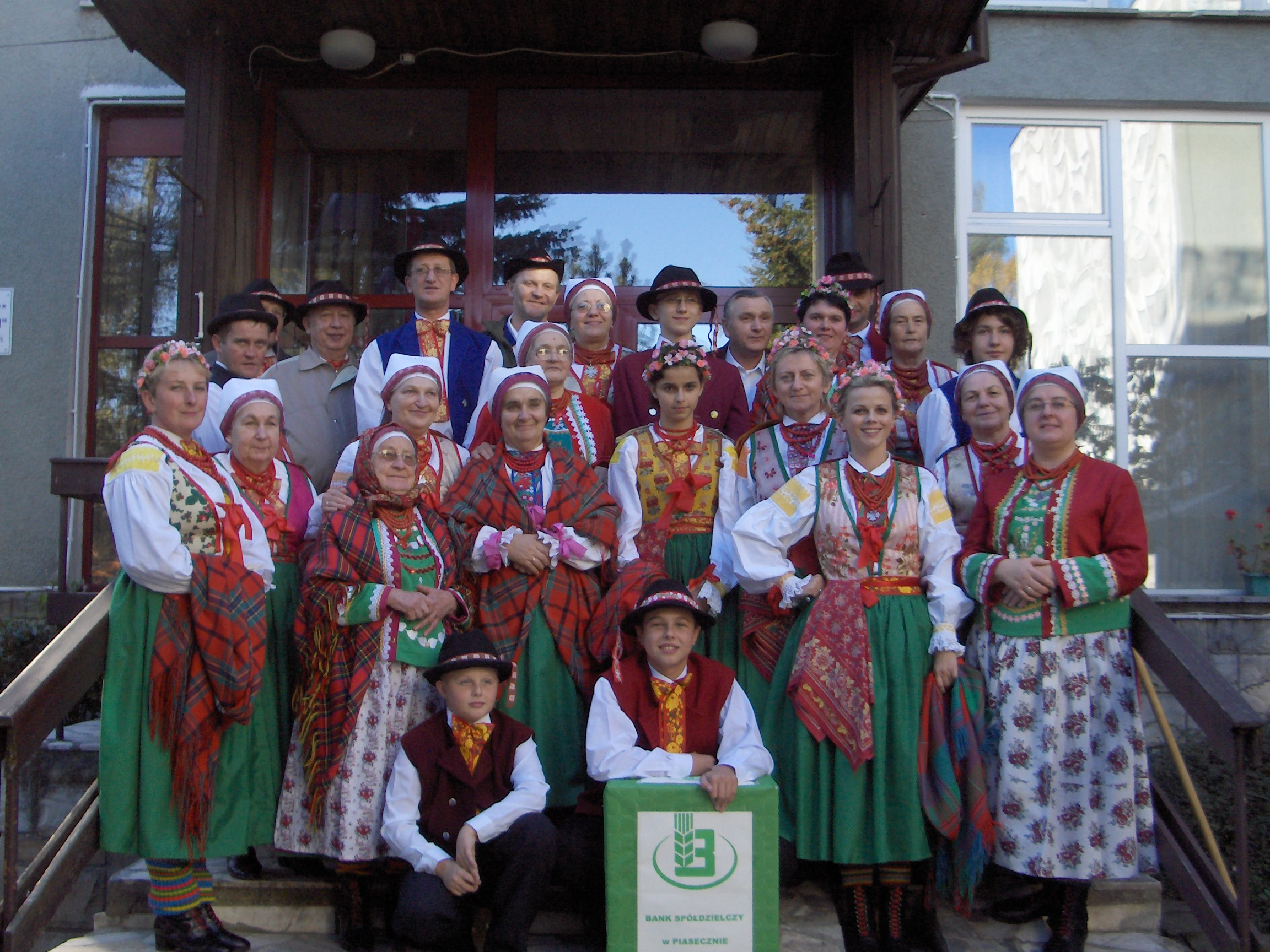
Wilamowice, Vilamovi

## Pomerania/Pomorze, Kujawy, Warmia
- Cașubi din Cașubia partea centrală-nord a Poloniei.[7]
- Kujawy[8]
- Pyrzyce[9]
- Warmia[10]

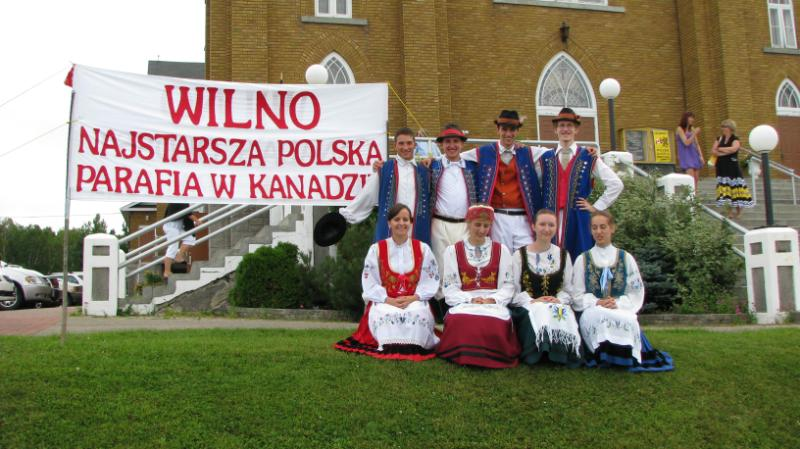
Caşubia
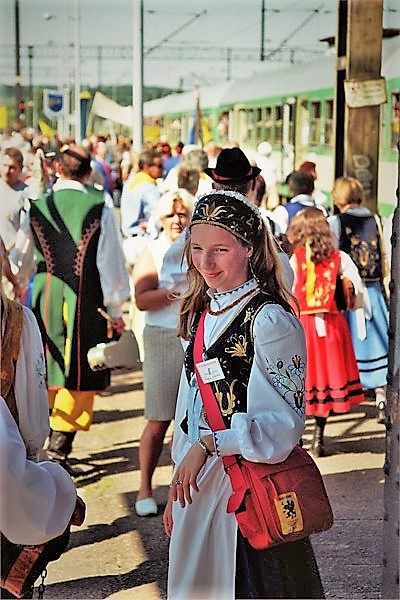
Caşubia
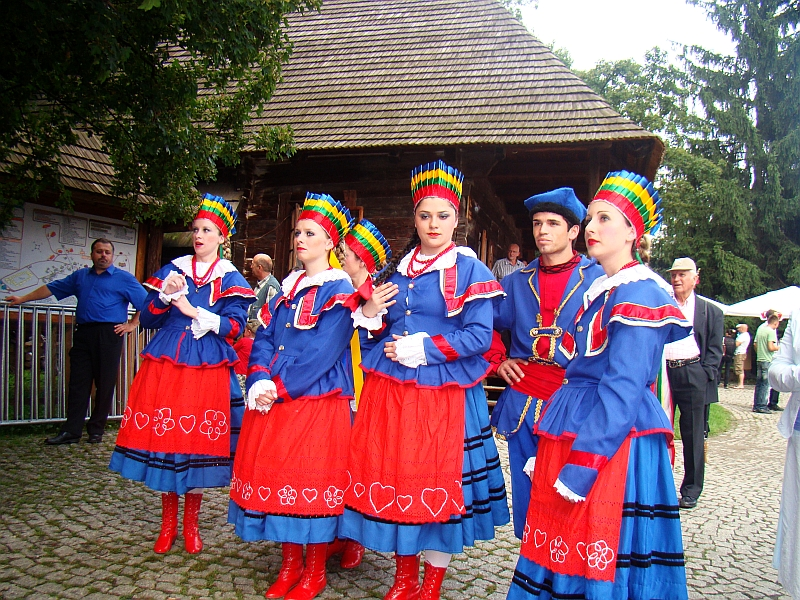
Kujawy

## Mazovia și Polonia centrală
Locuri în Mazovia cu costume distinctive includ:
- Łowicz[11][12][13]
- Kurpie cu păduri seculare [1][14][15]
- Wilanow
- Opoczno[16]
- Sieradz[17]

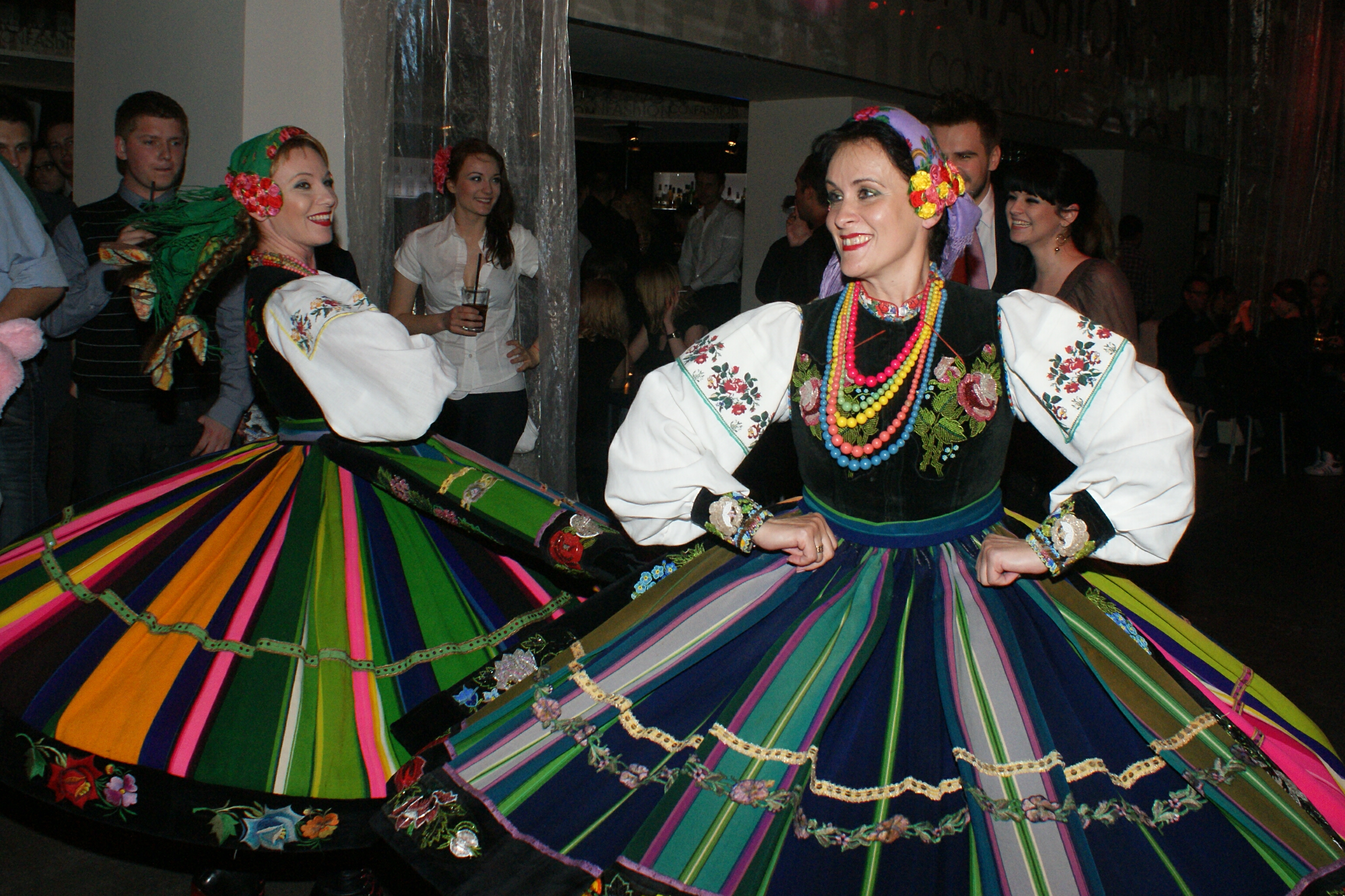
Łowicz
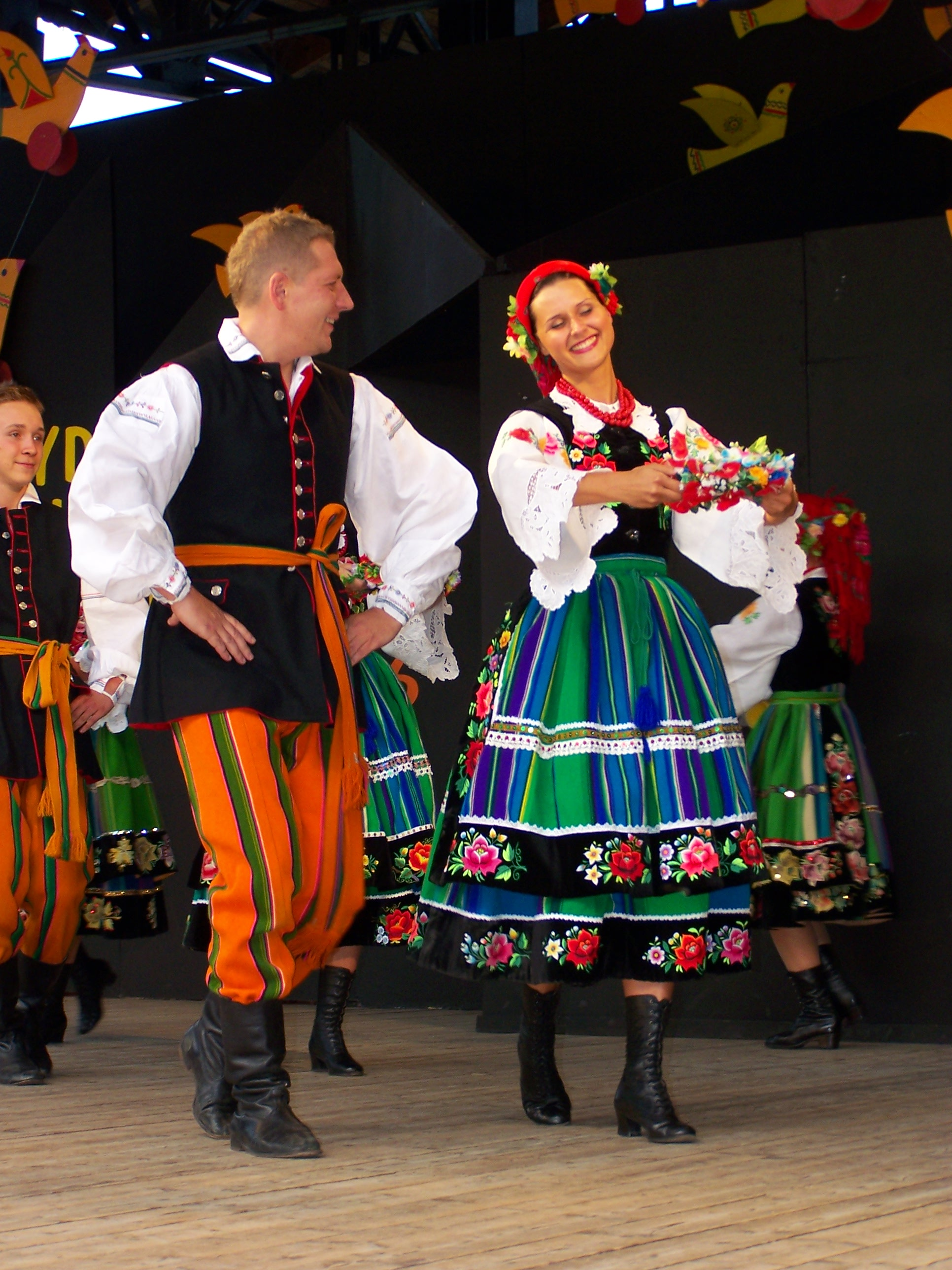
Łowicz
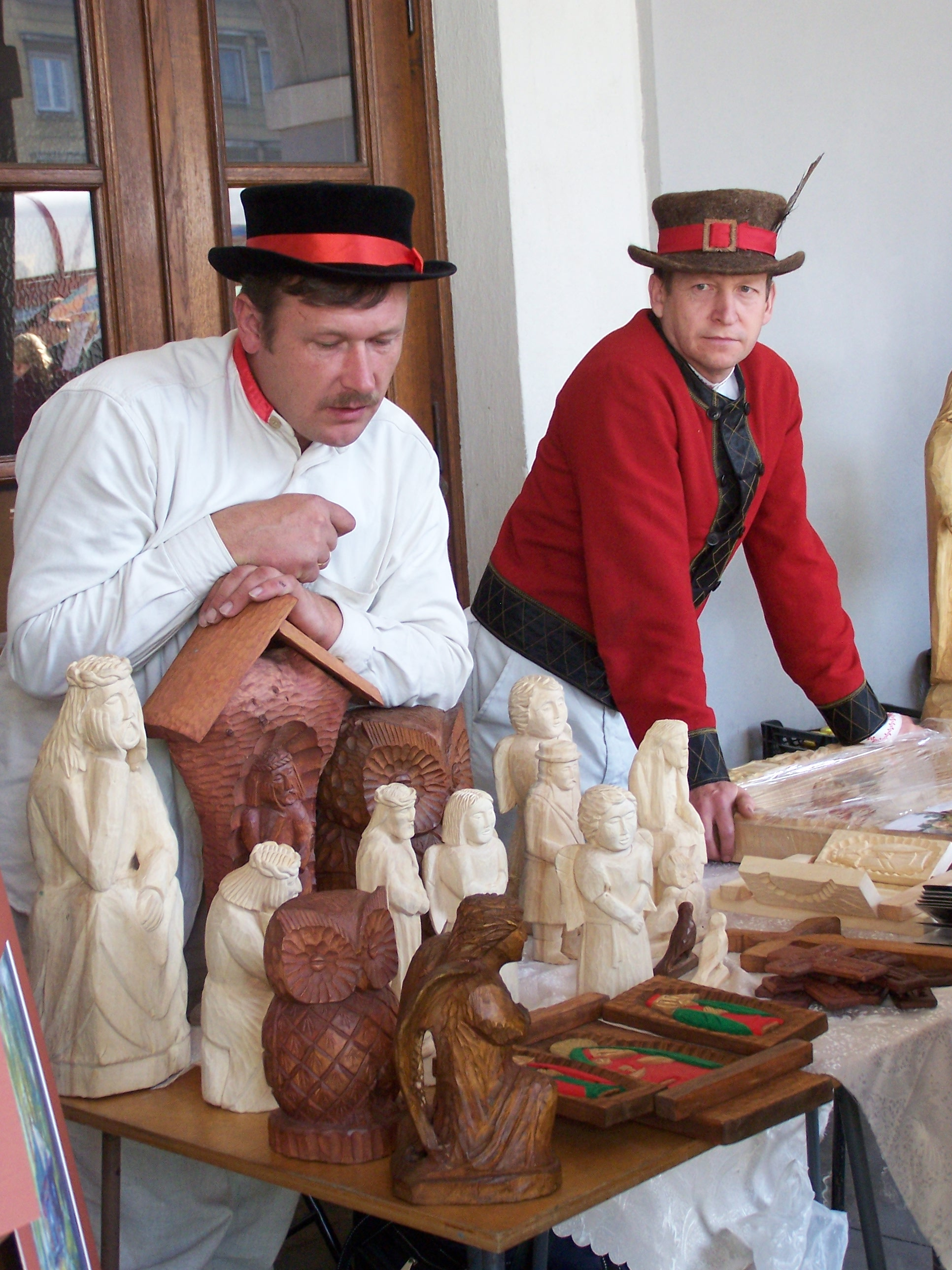
Kurpie
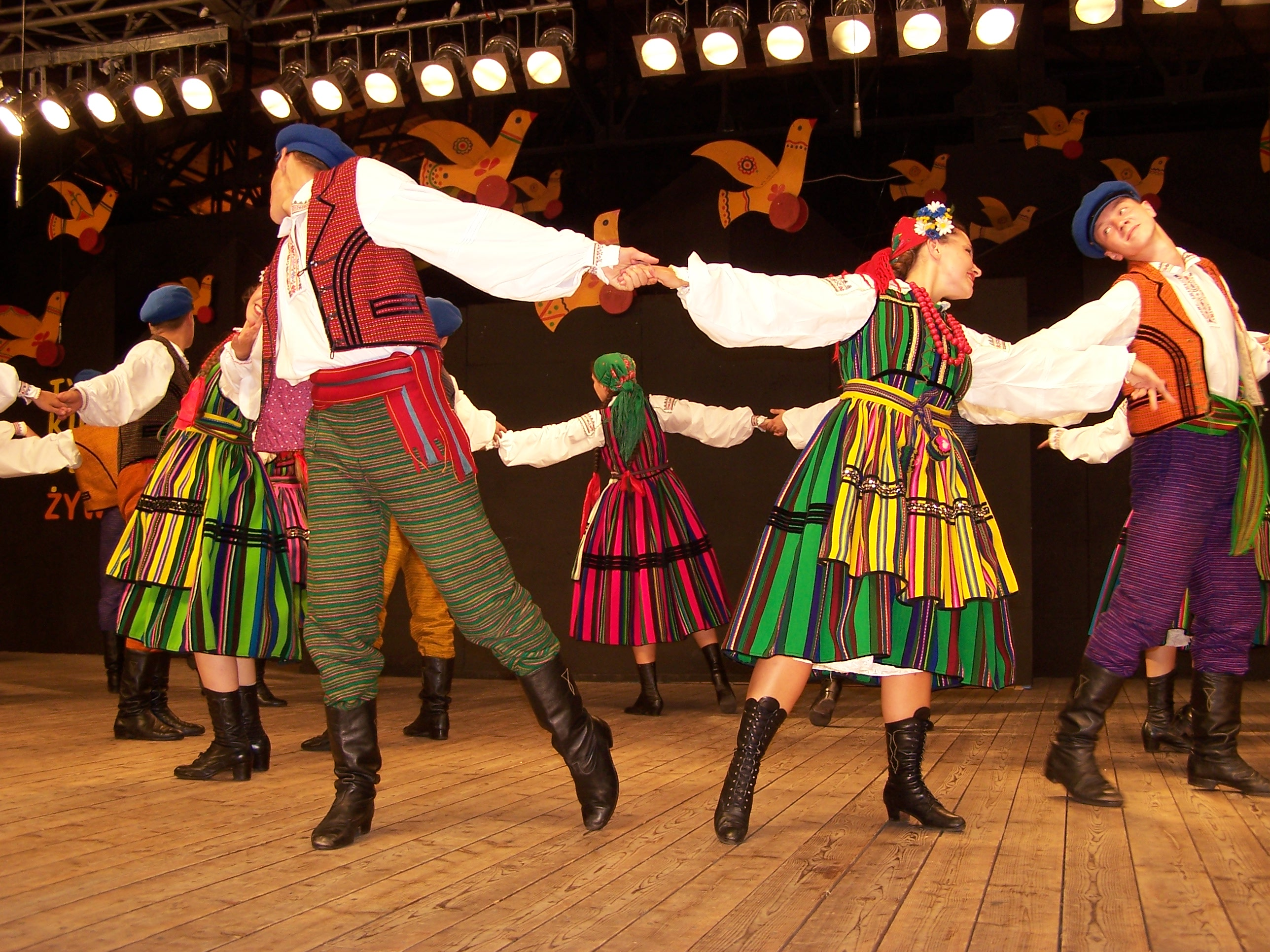
Opoczno
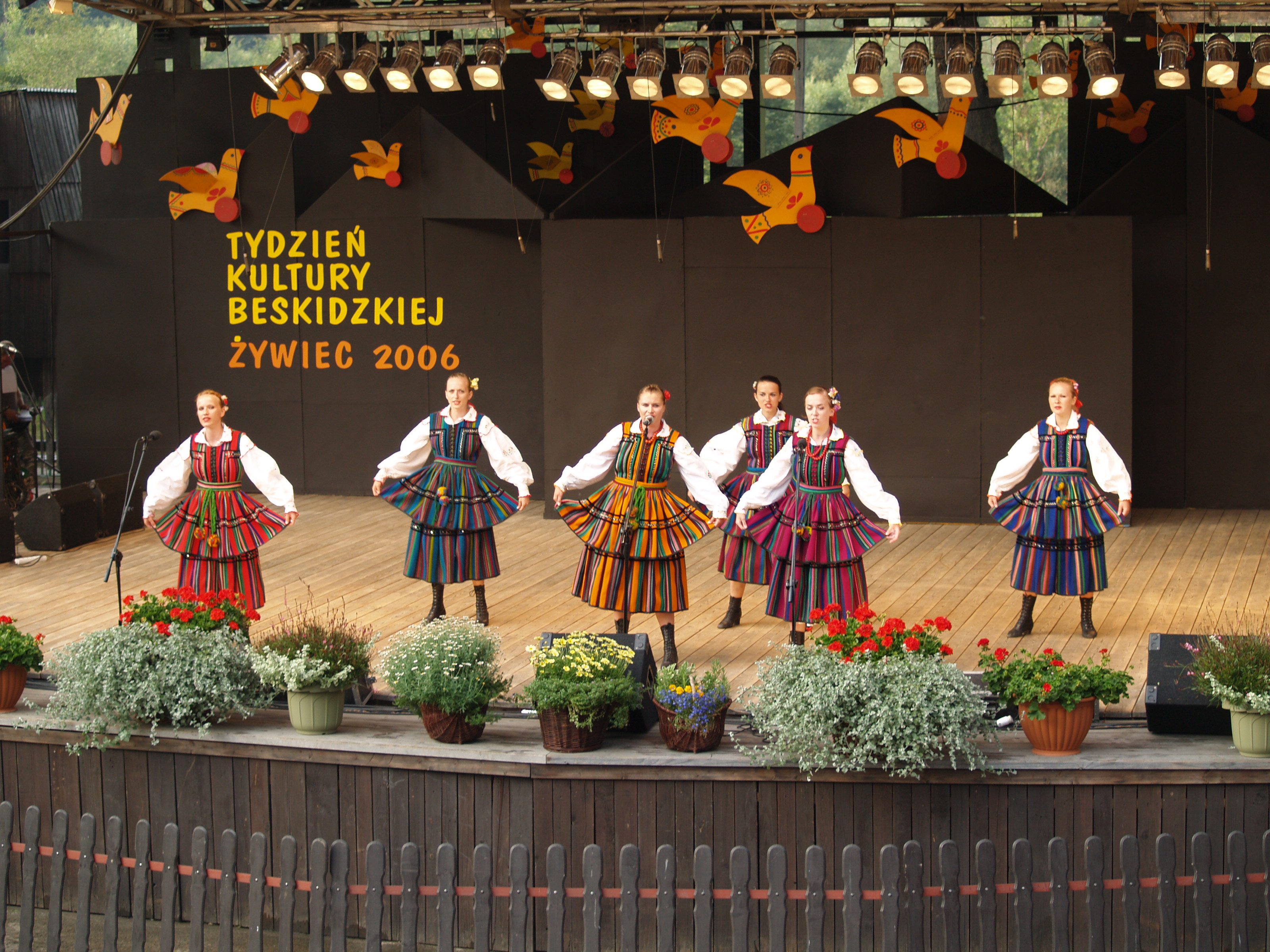
Central
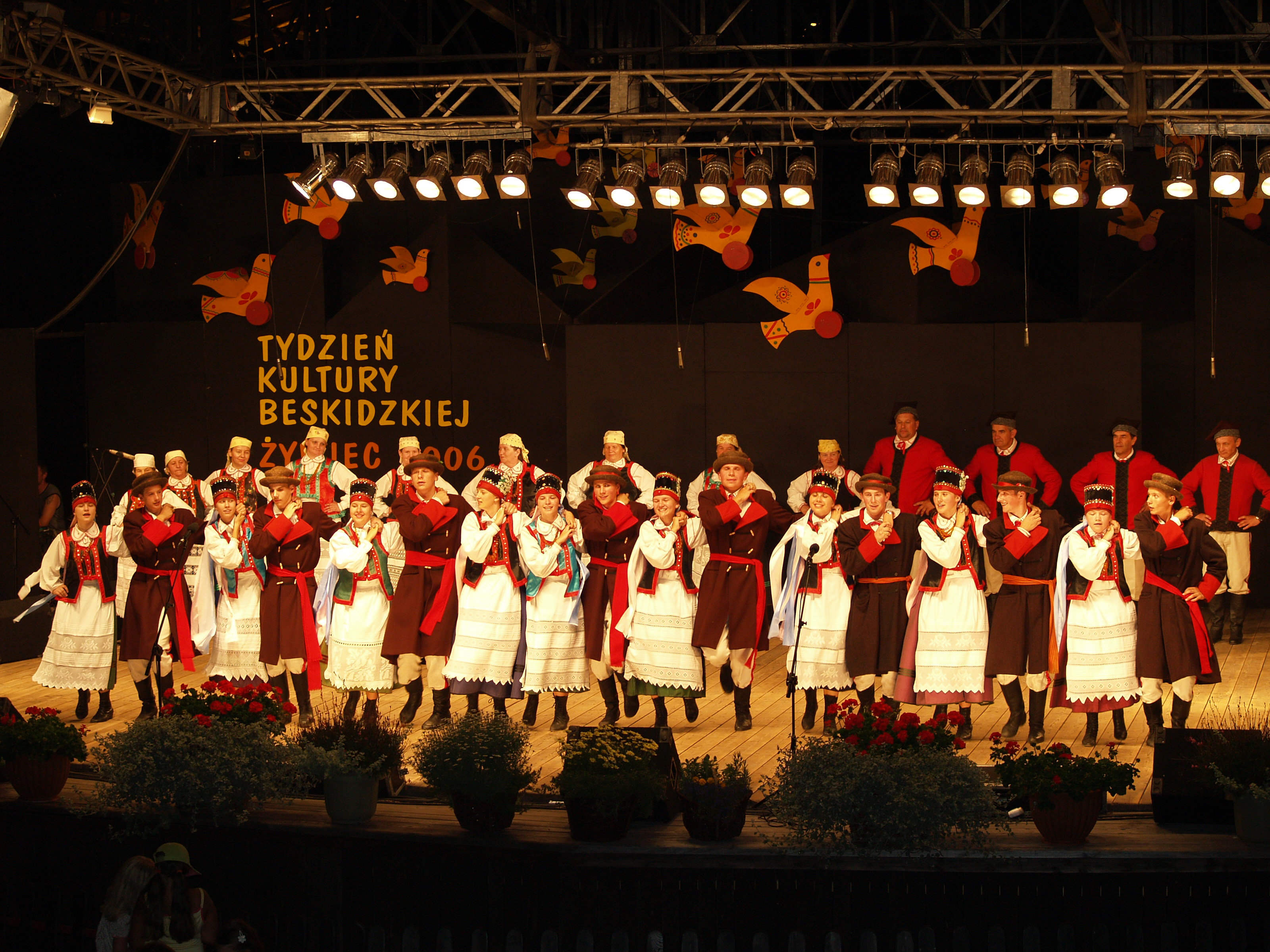
Pădurea verde Kurpie
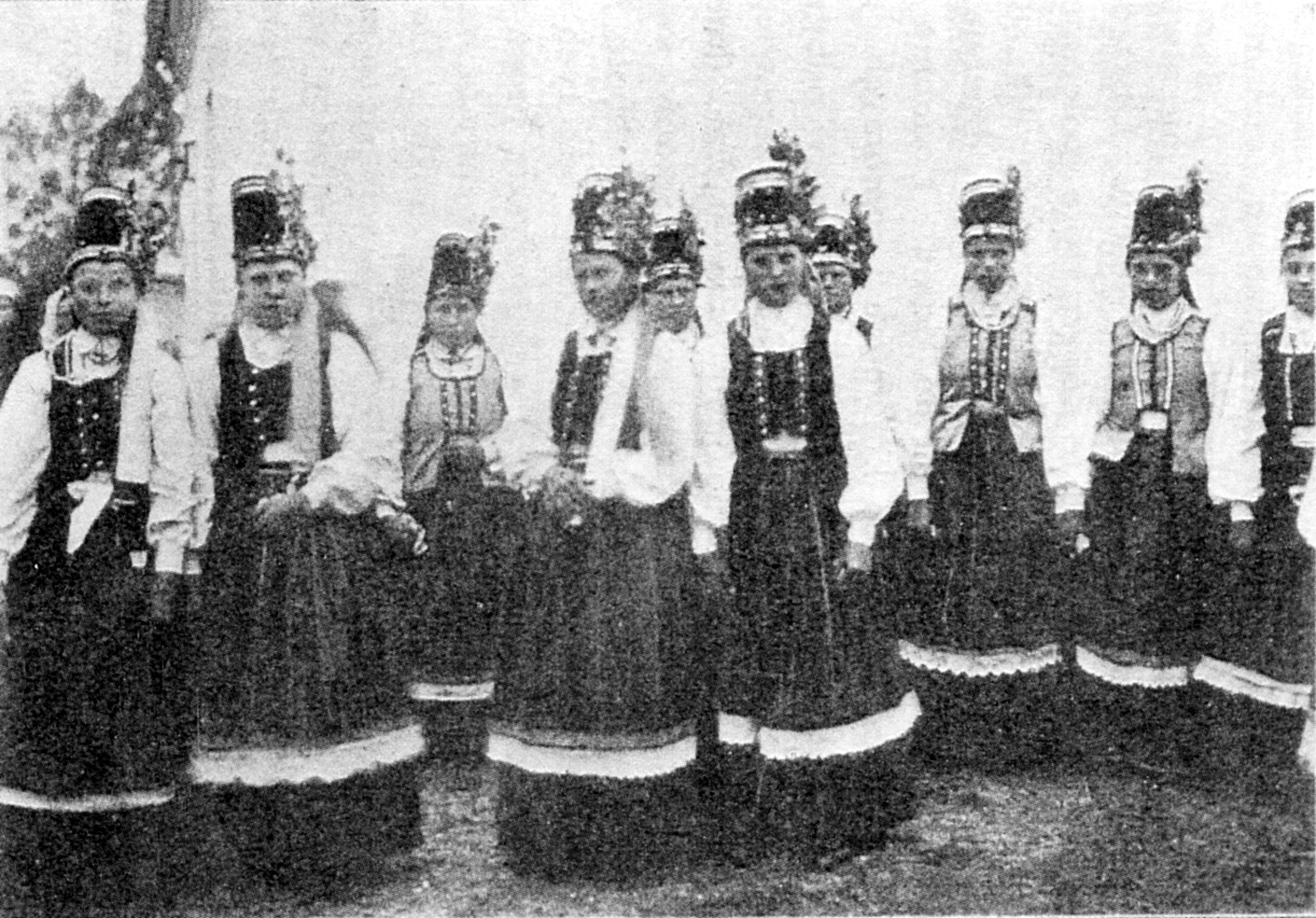
Pădurea verde Kurpie în 1913

## Podlachia/Podlasie

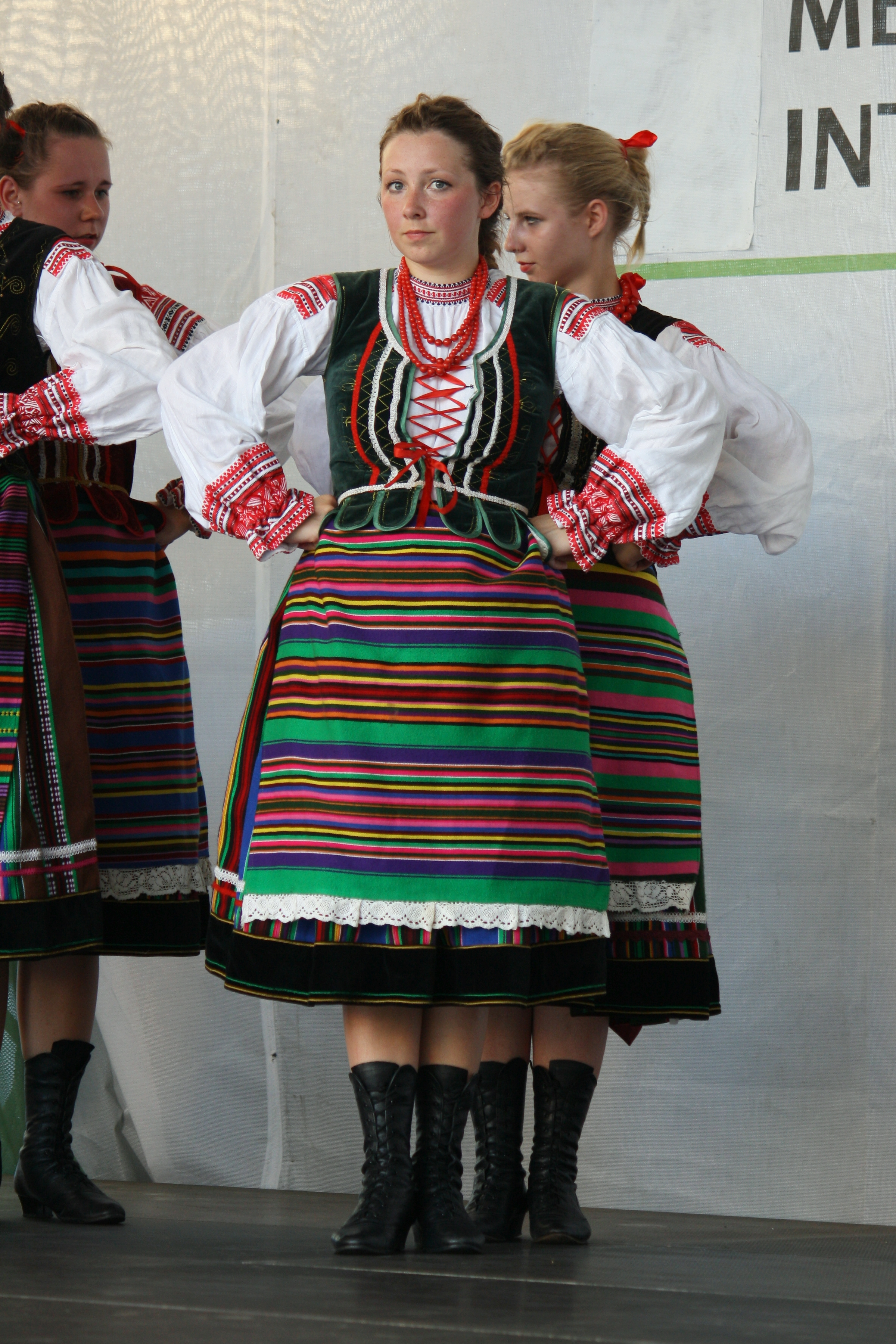
Podlachia
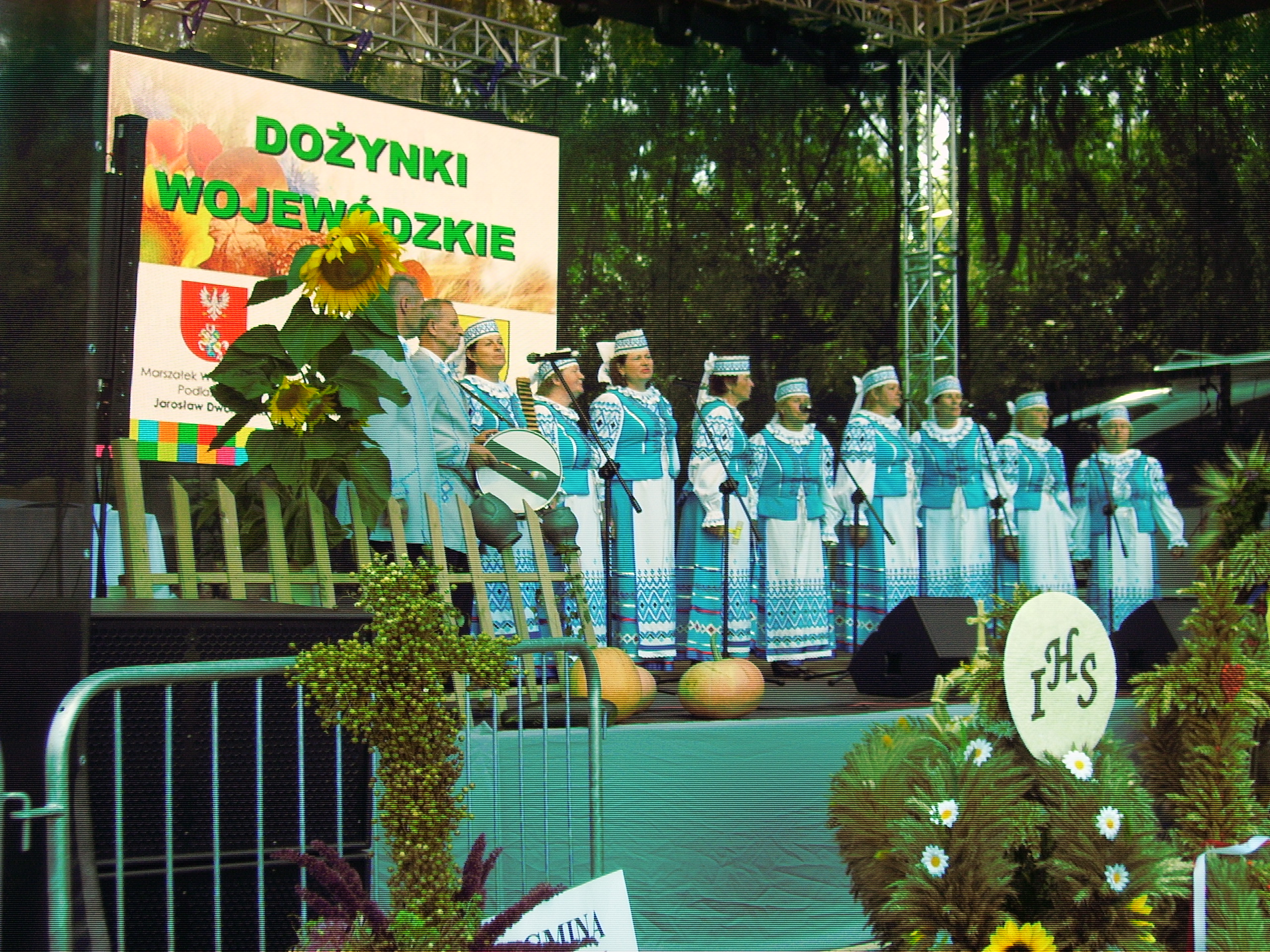
Stare Lewkowo

- Podlachia
- Stare Lewkowo

## Polonia Mare/Wielkopolska
- Bambergeri[18]
- Szamotuly[18]
- Biskupianski[18]

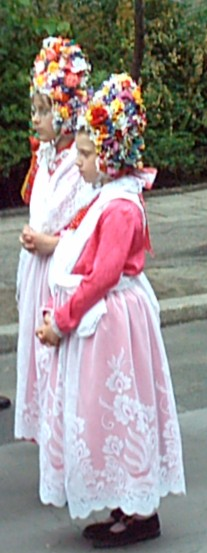
Femei Bambergeri purtând podoabă pe cap specifică femeilor nemăritate
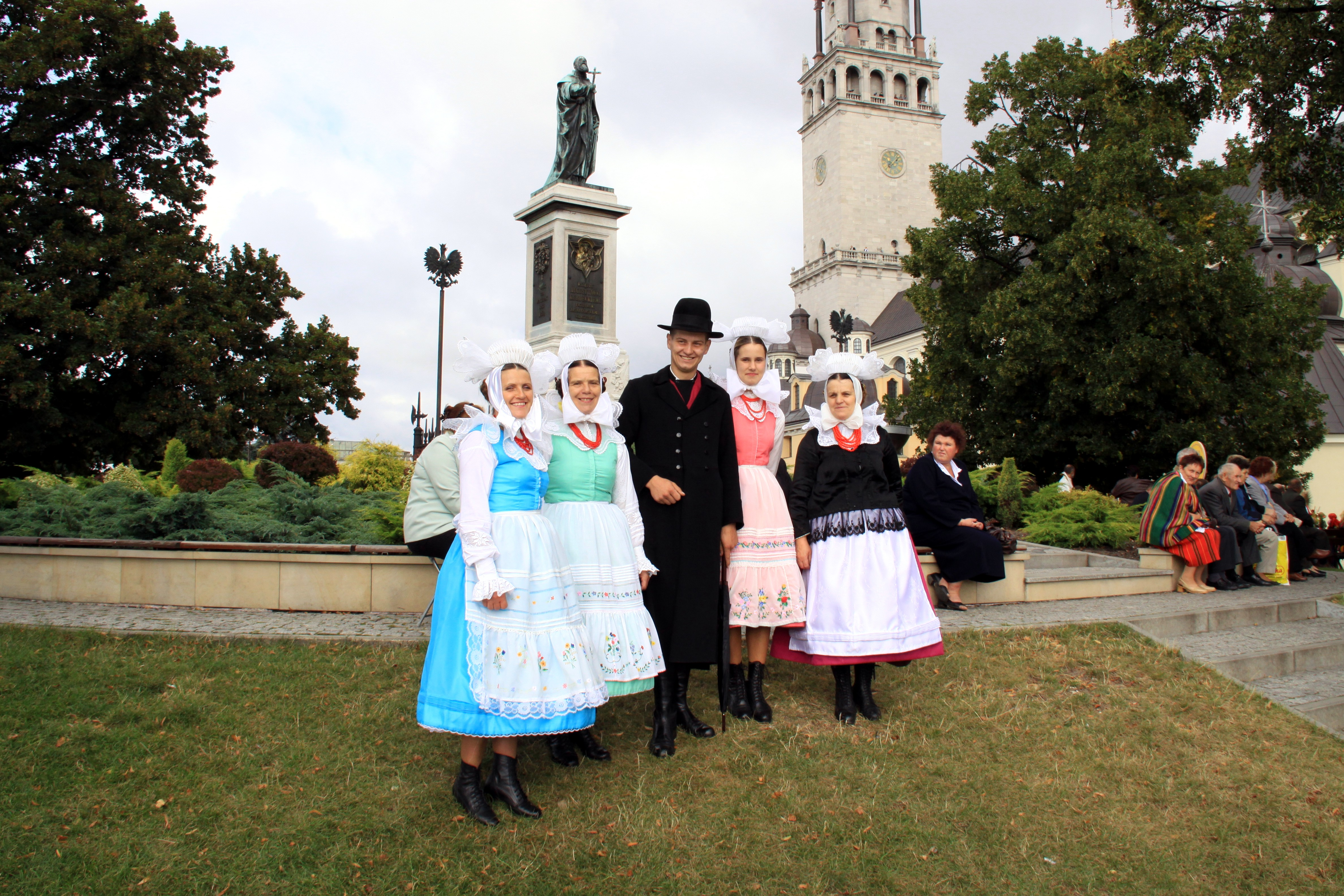
Îmbrăcăminte specifică persoanelor căsătorite din Krobia

## Clasa superioară
Șleahta (Szlachta) erau nobili polonezi care aveau hainele specifice care includeau kontusz, pas kontuszowy (sash), și żupan.

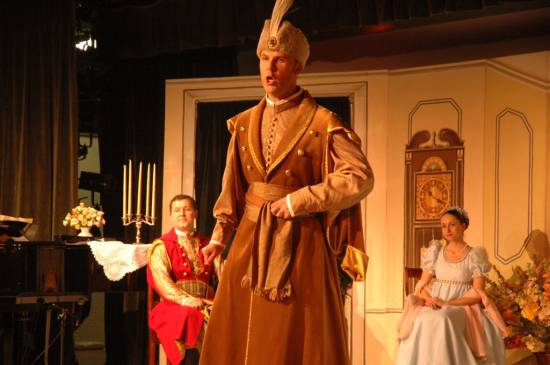
Nobilime
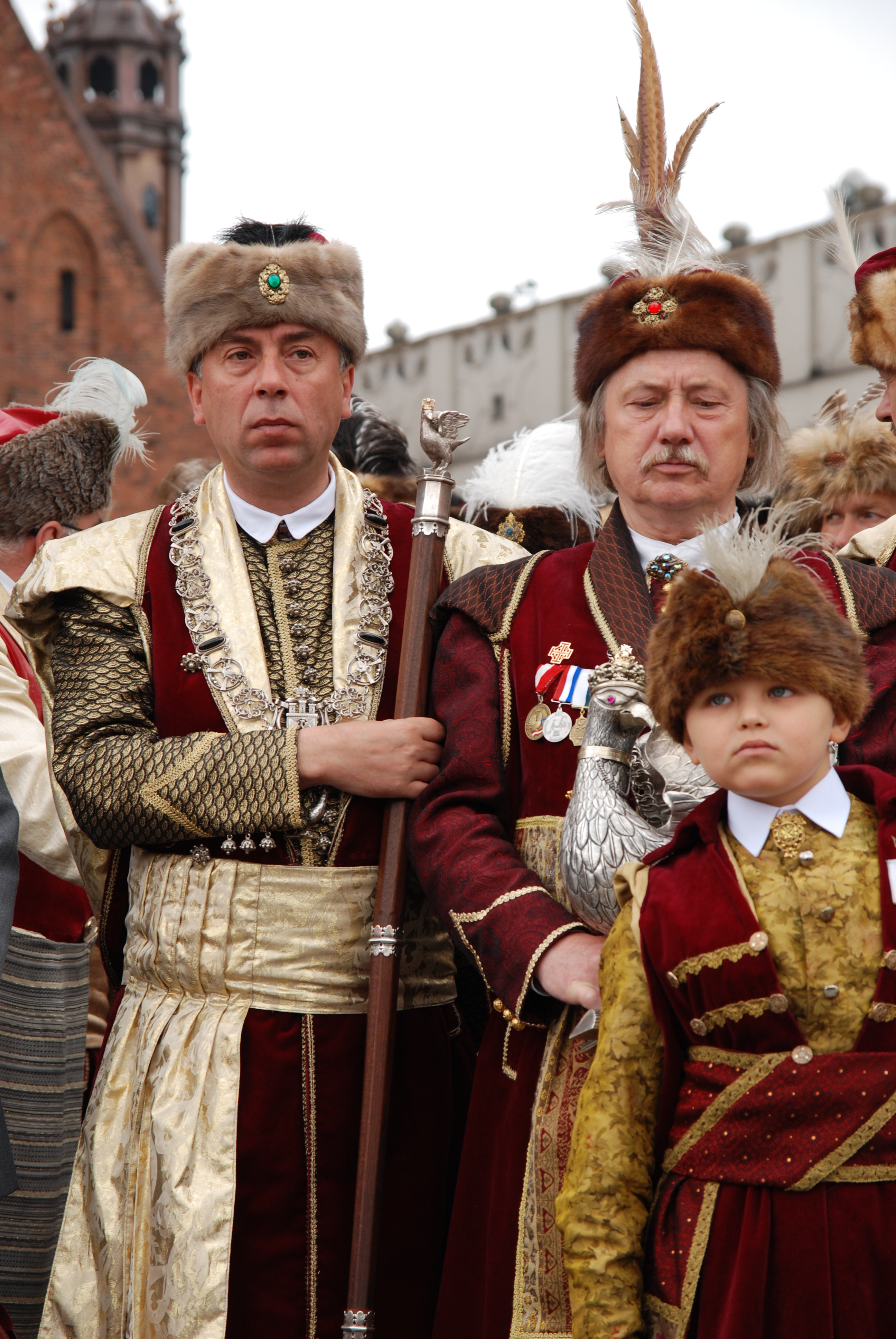
Bractwo Kurkowe (Cracovia)
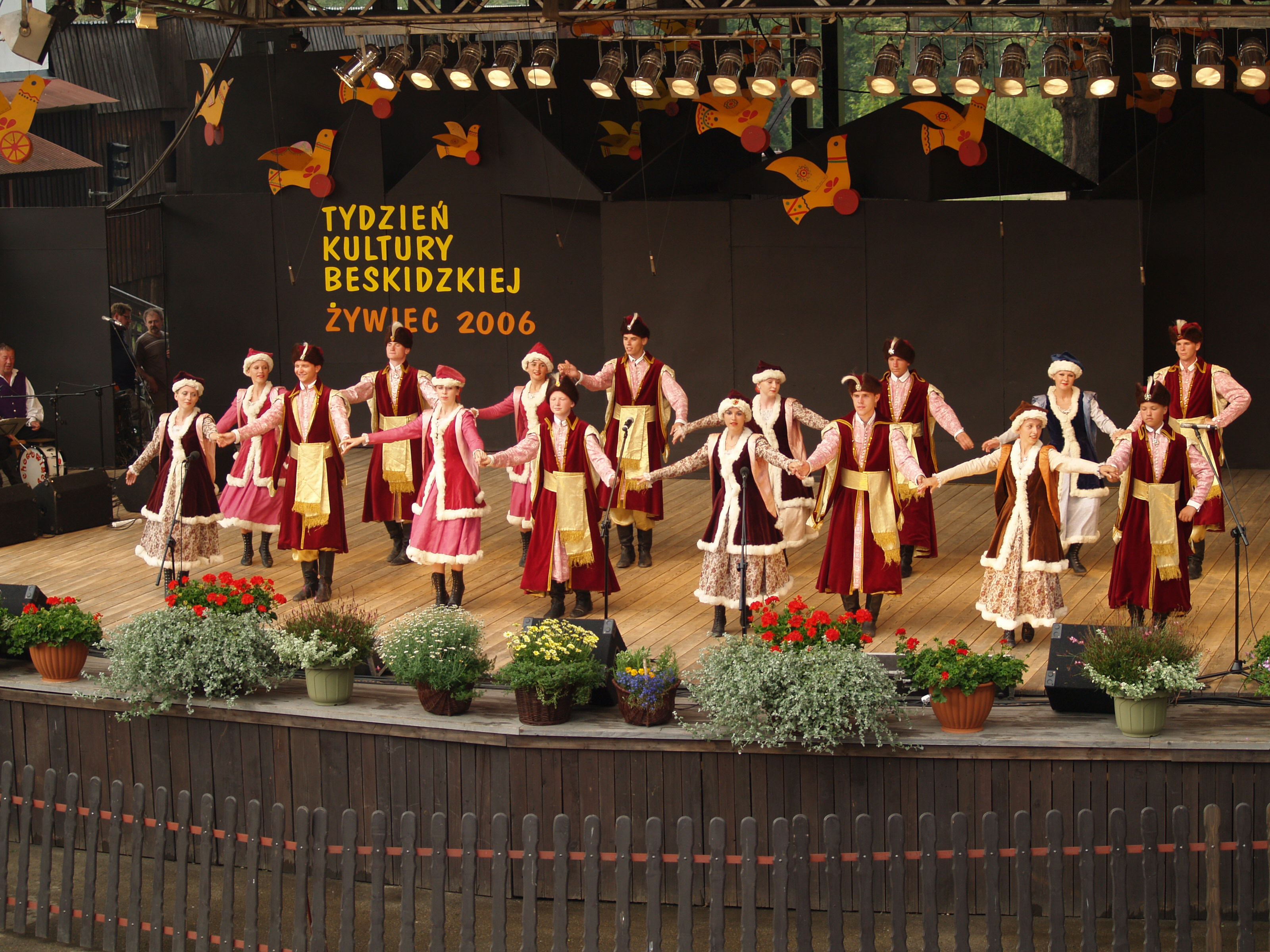
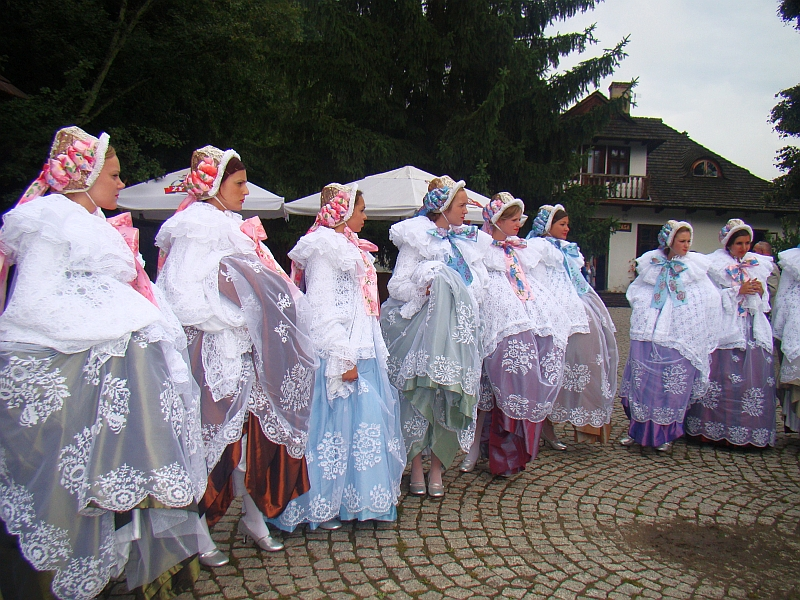
Żywiec
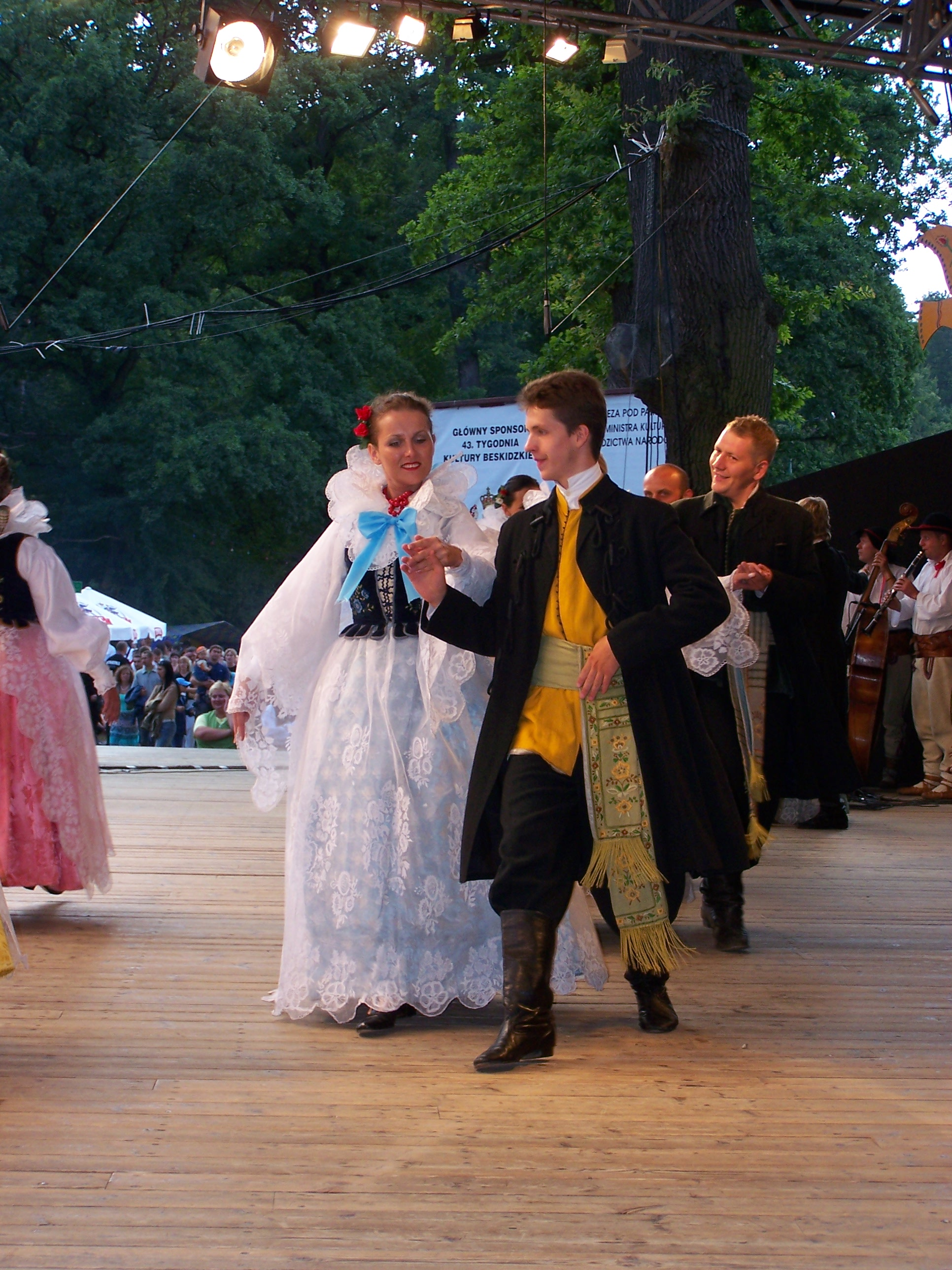
Żywiec